# 毛利元就
毛利 元就（もうり もとなり）は、戦国時代の中国地方（山陽道・山陰道）の武将、戦国大名。安芸毛利氏の第12代当主。安芸国高田郡吉田荘の吉田郡山城を本拠地とした国人である毛利弘元の次男。
毛利氏は鎌倉幕府政所の初代別当を務めた大江広元の四男・毛利季光が父から相模国愛甲郡毛利荘を譲られて「毛利」の名字を名乗ったことに始まっており、元就も朝廷から官位を与えられた際には「大江 元就」（おおえ の もとなり）という氏名で記されている。家紋は一文字三星。
策略家として知られる元就は、一代で一国人領主から勢力を伸ばして安芸・備後・周防・長門・石見・出雲の6ヶ国を支配する中国地方の大大名となった。

## 生涯

### 出生

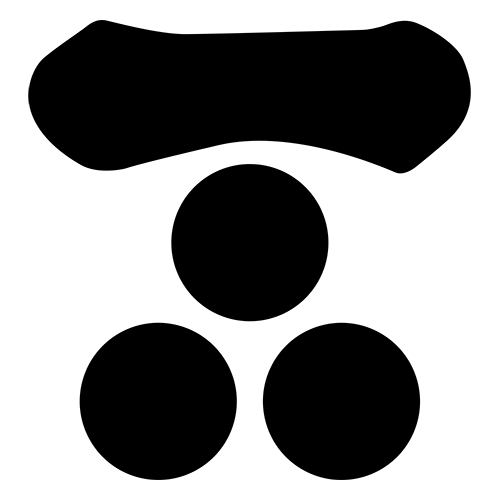
毛利氏の家紋「一文字三星」

明応6年（1497年）3月14日、安芸国高田郡吉田荘の吉田郡山城を本拠とする国人領主である毛利弘元と、毛利氏の有力庶家である福原広俊の娘で弘元の正室となった祥室妙吉との間に次男として誕生。幼名は松寿丸。出生地は生母の実家である安芸福原氏の居城である鈴尾城（福原城）と言われており、現在は鈴尾城跡に「毛利元就誕生伝説地」の石碑が建てられている。

### 両親との死別
明応9年（1500年）3月29日、室町幕府と大内氏の勢力争いに巻き込まれた父の弘元は両者からの協力要請から逃れる為に隠居を決意して嫡男の毛利興元に家督を譲り、松寿丸は父に連れられて吉田郡山城から多治比猿掛城に移り住んだ。弘元が隠居先を多治比猿掛城としたのは、吉田郡山城の西の拠点を確保し北方に位置する国人・石見高橋氏に備えるためとも考えられている。
しかし、文亀元年（1501年）12月8日に母が死去し、さらに永正3年（1506年）1月21日に父・弘元が酒毒が原因で死去した。
10歳にして両親を失った松寿丸はそのまま多治比猿掛城に住んで多治比300貫を領したが、同母兄で毛利氏当主の毛利興元が永正4年（1507年）から大内義興に従って上洛している間に毛利氏家臣の井上元盛によって松寿丸の所領が横領され、松寿丸は多治比猿掛城からも追い出されてしまった。
所領を横領されて困窮した松寿丸であったが、父・弘元の側室であった杉大方が養母としてその生活を支え、後年に自身の半生を振り返った元就は「まだ若かったのに大方様は自分のために留まって育ててくれた。私は大方様にすがるように生きていた」、「永正4年（1507年）、11歳の時に井上光兼の屋敷に1人の客僧が訪れて念仏の大事を説いたので、大方様と共にその伝授を受けた。それ以来、毎朝欠かさずに朝日を拝んで念仏を10篇ずつ唱え、後生の事は勿論、今生の願いも日輪に対して祈祷している」と杉大方について書き残している。
その後、井上元盛（中務丞）に横領されていた多治比300貫の所領は、井上元盛の急死と井上俊久・井上俊秀の支援によって松寿丸のもとに戻り、松寿丸は多治比猿掛城に帰還した。

### 元服
永正8年（1511年）、杉大方は大内義興に従って京都にいた毛利興元に使いを出して松寿丸の元服について相談。興元は松寿丸に「少輔次郎」の通称を与えると共に、諱の上の字は毛利氏の通字である「元」として、下の字は東福寺の彭叔守仙に尋ねるようにとした。
興元の回答を受けて、使者として上洛していた佐藤某が彭叔守仙に尋ねたところ、彭叔守仙は本卦を占って「就」の字を選んだため、松寿丸は元服して「少輔次郎元就」と名乗った。また、在名から多治比殿と呼ばれるようになった。
同年10月11日、安芸武田氏に嫁いでいた同母姉の宮姫が若くして死去している。

### 兄・興元を補佐
永正8年（1511年）8月の船岡山合戦の直前、上洛していた兄・興元が吉川元経や高橋元光と共に大内方の陣所から離脱して安芸国に帰国した。長年に及ぶ在京しての奉公の負担による困窮と国元の政情不安に対する不安が戦線離脱の原因と考えられている。
永正10年（1513年）3月19日、元就は毛利氏の執権を務める志道広良と起請文を交わし、元就が広良の援助や助言を受けて両人共に興元への忠勤に励むことを誓約した。この起請文による誓約が結ばれた背景には毛利氏庶流で執権を務めていた坂氏追討事件があったと考えられており、当事者が主君の弟と執権である点から、毛利興元による惣領権行使の基盤強化を狙うものであったと考えられている。
永正11年（1514年）3月11日、市河一郎五郎に安芸国賀茂郡高屋の5反の地を与える。
永正12年（1515年）、安芸国や備後国の情勢が不穏であったことから、大内義興は娘婿である安芸武田氏の武田元繁を帰国させて不穏な動き封じようとしたが、武田元繁は帰国後間もなく大内義興の娘を離縁して己斐城を攻撃し、大内義興に反旗を翻した。そこで大内義興の命を受けた興元が安芸武田氏の属城であった安芸国山県郡の有田城を攻略して吉川元経に引き渡したため、武田元繁は己斐城の包囲を解いて撤退した。
永正13年（1516年）8月25日、兄・興元が酒毒によって24歳で急死すると、毛利氏の家督は興元の嫡男・幸松丸が継いだが、幸松丸はまだ2歳だったため、元就が幸松丸の叔父として幸松丸を後見することとなった。なお、後年の弘治4年（1558年）8月に元就が隆元に宛てた書状において、兄・興元が死去した際は頼むべき肉親を失い悲嘆した旨を述べている。

### 有田中井手の戦い
永正13年（1516年）8月の毛利氏の当主交代に乗じて、安芸武田氏の武田元繁が安芸国山県郡今田に布陣して山県郡への進攻を開始した。安芸国の各領主は協議して武田軍の行動を阻止しようとしたが、平賀弘保が小早川弘平に遺恨があるために応じず、対策がまとまらなかった。
永正14年（1517年）9月15日、上洛中の大内義興は平賀弘保と小早川弘平に書状を送り、今は宿怨を忘れて共に安芸武田氏の軍事行動に当たるべきであると説得した。
その頃、武田元繁は元々は安芸武田氏の属城で毛利興元に攻略されてから吉川元経麾下の小田信忠が守っていた有田城を包囲し、吉川氏領であった山県郡宮庄にも兵を送って吉川氏を攻撃した。安芸武田軍は有田城の東側の所々にも放火を行っており、有田城が陥落すれば吉川領の東隣に位置する毛利領に侵入することが予想されたため、元就は機先を制して同年10月に有田城への援軍を率いて有田へ出陣した。
同年10月22日に吉川氏一門の宮庄経友が率いる吉川軍と共に武田軍と戦った。この有田中井手の戦いが元就の初陣であったが武田元繁や香川行景らを討ち取る華々しい戦果を上げ、宮庄経友も中井手において熊谷元直を討ち取っている。
この戦い以降、毛利氏は山県郡にも勢力を伸ばすこととなり、吉田郡山城に帰還した元就は同年10月28日に有田中井手の戦いで戦功を挙げた国司有相、桂広景、井上元盛、三戸時頼らに感状を与えている。また、上洛中の大内義興から｢多治比（元就）のこと神妙｣という感状を与えられたと､元就自身が記している。

### 赤屋・小国の戦いと壬生城攻略
永正15年（1518年）、上洛していた大内義興の帰国がようやく実現し、帰国した大内義興は厳島神社領を事実上の直轄領化すると共に、己斐城や桜尾城などの諸城を接収して城番を置き、安芸武田氏ら安芸国の尼子氏与党への攻撃のために安芸国佐西郡全体の前線基地化を図った。
同年8月30日、元就は備後国世羅郡赤屋を攻撃。この時の赤屋の領主が誰で、何故元就が赤屋を攻めたかは史料がなく不明であるが、井上元貞が奮戦して武功を挙げる一方で、粟屋元親の名代・長八郎左衛門が戦死し、粟屋元秀や保垣刑部左衛門が負傷するなどの戦闘が繰り広げられた。さらに同年9月2日には同じく世羅郡の小国で敵兵の猛追撃を受けたが、内藤元泰が撃退した。
大永2年（1522年）3月から大内義興の命を受けた陶興房が安芸武田氏を攻撃したが十分な戦果を挙げられず、新庄小幡の城を占領したのみで同年8月に一旦撤退した。
その一方で、元就は同年8月16日に山県少輔五郎と山県玄蕃允が籠城する安芸国山県郡壬生の壬生城を焼き討ちして攻撃し、壬生城方の山県元照が毛利軍に寝返ったことで大勝し、討ち取った首級4つを陶興房のもとに送った。大内義興は8月20日に元就に書状を送って壬生城攻めにおける功を称賛し、ますます同方面の経略に尽力するよう伝えている。また、この時の壬生城攻めで三戸元久が一番首の武功を挙げたため8月18日に感状を与え、9月23日には毛利軍に寝返った山県元照の功を賞して主従の契りを結び、従来の所領の安堵に加えて、漆原名を与えて諸役を免じている。これ以降、毛利氏は壬生の地を領有することとなった。

### 婚姻と嫡男誕生
この時期に元就は吉川国経の次女である妙玖（法名）を正室に迎えている。婚姻の具体的な時期については史料が残っていないため不明であるが、大永3年（1523年）4月に嫡男の毛利隆元が多治比猿掛城で生まれていることや隆元に姉がいたと考えられていることから、永正14年（1517年）から大永2年（1522年）までの間と考えられている。

### 尼子氏服属と鏡山城の戦い
大永3年（1523年）4月、かつて大内義興が厳島神社領を事実上の直轄領化したことを恨みに思っていた友田興藤が安芸武田氏に通じて挙兵し、佐西郡内の諸城にいる大内氏の城番を放逐した上で桜尾城に入城して厳島神社の神主を称した。この時、大内氏による支配強化に反発した厳島神領衆の多くが友田興藤を支持したと見られている。
このような安芸国における反大内氏勢力の拡大を安芸国や備後国へ勢力を伸ばす好機と見た出雲国の尼子経久は、同年6月上旬に自ら兵を率いて安芸国に出陣し、石見国との国境に近い安芸国高田郡北池田に在陣した。尼子経久は重臣の亀井秀綱を吉田郡山城に派遣し、毛利氏に服属を勧告したため、吉川氏を介して尼子氏との縁戚関係にあった毛利氏は大内氏方から尼子氏方に鞍替えした。
その後の尼子軍による大内方の蔵田房信が守る安芸国賀茂郡西条の鏡山城攻めに毛利幸松丸自らが出陣することとなり、元就も幸松丸を助けて平賀弘保らと共に出陣。鏡山城攻めでは蔵田房信の叔父・蔵田日向守を寝返らせて、蔵田房信が自害することを条件に同年6月28日に開城させた。
毛利氏が尼子方について鏡山城が攻略されたことで他の安芸国の国人達も連鎖反応的に尼子方に服属し、一時は蒲刈島の多賀谷氏まで尼子方へ服属するほど尼子氏は勢力を拡大した。
鏡山城の戦いで尼子方として功を挙げた毛利幸松丸であったが、合戦直後に発病し、同年7月15日にわずか9歳で死去した。

### 家督相続
大永3年（1523年）7月15日に毛利氏当主の毛利幸松丸が死去したため、毛利氏の重臣たちが後継者を誰にするか協議し、2、3人の重臣が元就の異母弟である相合元綱を擁立しようとしたが、志道広良を筆頭に福原広俊や桂元澄ら多くの重臣は元就を当主に推挙した。
同年7月19日に渡辺勝と井上元兼が自ら多治比猿掛城を訪問して元就に家督相続を要請し、志道広良も国司有相と井上有景を使者として元就のもとに派遣して家督相続を要請した。さらに、元就の被官であった中原某、平佐右衛門大夫、宗右衛門、木工助、左衛門尉も元就の家督相続を承諾するように元就を説得したため、元就も家督を相続することに同意した。
元就の家督相続が決まったため、志道広良は出雲の尼子経久のもとに使者を派遣して元就の家督相続の了承を取り付け、7月25日に志道広良や福原広俊ら毛利氏の重臣15名が連署して、元就の家督相続受諾を慶ぶと共に、少しの他意も無く元就を奉じて忠誠を尽くすことを誓約して、元就の吉田郡山城への入城を要請する起請文が作成された。また、同日に吉田郡山城と同じ山中にあった満願寺の僧侶である満願寺栄秀が元就の吉田郡山城への入城の吉日良辰を占ったところ、8月10日の申酉の刻という結果になったことを満願寺栄秀と平佐元賢が志道広良に伝えている。
7月27日、志道広良は重臣15名による連署起請文を届けて8月10日に吉田郡山城に入城してほしい旨を元就に伝えるように井上有景に対して命じ、再び使者となった国司有相と井上有景によって多治比猿掛城の元就のもとに連署起請文が届けられた。元就は卜占の結果に従って8月10日に吉田郡山城に入城した。
毛利氏当主となった元就は連歌の席で「毛利の家 わしのはを次ぐ 脇柱」という発句を詠んでおり、「就」の字を含む鷲の羽に武門の家を象徴させ、次男の身で惣領家に入った決意を語ったものと解釈されている。

### 相合殿事件
毛利氏重臣の協議により元就が家督を相続してから、元就の家督相続に不満を持ったためか、毛利氏重臣の渡辺氏が尼子氏重臣の亀井秀綱を色々と頼みにするようになるなど不穏な動きを見せ始め、渡辺氏、坂氏、桂氏ら有力家臣の一部が関与して元就の異母弟である相合元綱を擁立しようとした。
家督を相続したばかりの元就はこのような反元就の動きを放置するわけにいかず、大永4年（1524年）4月8日に元就は弟の元綱を討ち果たし、渡辺勝、坂広秀、桂広澄らをはじめとする渡辺氏、坂氏、桂氏への粛清を行うという果断な処置を断行した。
元就はこの事件を弟の元綱による謀反ではなく、尼子氏による不当な介入の結果と捉え、粛清対象を直接の関係者に限定してその子弟にまでは累を及ぼさない方針を採った。渡辺勝の子である渡辺通は乳母に連れられて備後国の山内直通のもとに逃れ、坂広秀の子とされる坂保良（坂元祐）や桂広澄の四男である桂保和は、坂広明の娘が嫁いでいた縁を頼ってか平賀弘保のもとに逃れているが、渡辺通と坂保良は後に毛利氏に帰参し、桂保和も平賀氏と毛利氏に両属することとなる。また、桂広澄の嫡男である桂元澄が元就の意向で助けられて桂氏の家督を相続したことが、天文22年（1553年）12月29日に元就の嫡男・隆元が桂元澄に宛てた書状に記されている。さらに、相合元綱の幼い嫡男も助命されており、成長してからは敷名元範と名乗って他の毛利氏の親類衆と同様の地位に付けられている。
このように事件関係者の子弟に対して寛大な処置を取っている点からも相合殿事件は元就としても不本意な粛清で、事態を未然に防ぐことが出来ずに弟や家臣達を死に追いやってしまったことに悔恨を抱いていたのではないかと推測されており、少なくとも自らの半生を長文の書状で語ってやまない元就が決して触れようとしない事件となった。
そのためか、毛利氏家中で公然周知の出来事であったはずのこの事件については同時代史料がほとんど存在せず、享禄年間末から天文年間初め頃に元就奉行人の桂元忠と児玉就忠が尼子氏家臣とみられる「漆谷殿」に宛てて毛利氏側における大永年間の尼子氏との出来事に対する認識を記した返書においても、元就が家督を相続した後に渡辺氏が尼子氏重臣の亀井秀綱と結んで色々と頼んでいたため放置することは出来ず、その他にも尼子氏や亀井秀綱から毛利氏に対する扱いに受け入れ難い事が多くあったため、毛利氏は尼子方から大内方に転じたことは記されているが、相合殿事件については直接は記されていない。
相合殿事件について触れた数少ない史料としては、事件から約80年が経過した慶長10年（1605年）の五郎太石事件に際して元就の孫である毛利輝元が福原広俊に宛てた書状があり、「日頼様（元就）は御兄弟の相合殿（元綱）でさえ科があれば討ち果たした（日頼さまハ御兄弟相合殿をさへ、科候へハ御はたし候）」と記されている。

### 大内氏への帰属
相合殿事件をはじめとして、尼子氏から毛利氏に対する扱いに受け入れ難いことが多くあったことで、尼子氏との関係は悪化していった。そこに目を付けた大内氏重臣の陶興房は志道広良と連絡を取り、毛利氏家臣の井上元貞と粟屋元秀に対して毛利氏が大内氏に帰属するように元就を説得することを依頼したため、大永5年（1525年）3月には毛利氏は尼子方から大内方へと転じた。大内義興は毛利氏の大内氏帰属を喜び、陶興房の推薦によって元就に安芸国の安北郡可部700貫、安芸郡温科300貫、佐伯郡深川上下300貫、久村70貫を恩賞として与えている。
安芸国佐伯郡門山に在陣して安芸国の攻略を進めていた大内義興は、同年4月に陶興房を安芸郡矢野に進軍させて、6月には賀茂郡に入って天野興定の志芳米山城を包囲すると、元就は志道広良を間に立てて天野興定に和睦して大内氏へ服属することを勧告した。天野興定が元就の勧告を受け入れて起請文を提出し、今後は毛利氏と等閑無きことを誓約したため、同年6月26日に元就も天野興定に宛てて起請文を書き、今後異心を抱かず、大小の事を互いに助け合うことを誓約した。6月28日には仲介を行った志道広良も天野興定に起請文を提出し、兄弟の契約をして互いに扶助することを誓約している。

### 勢力拡大

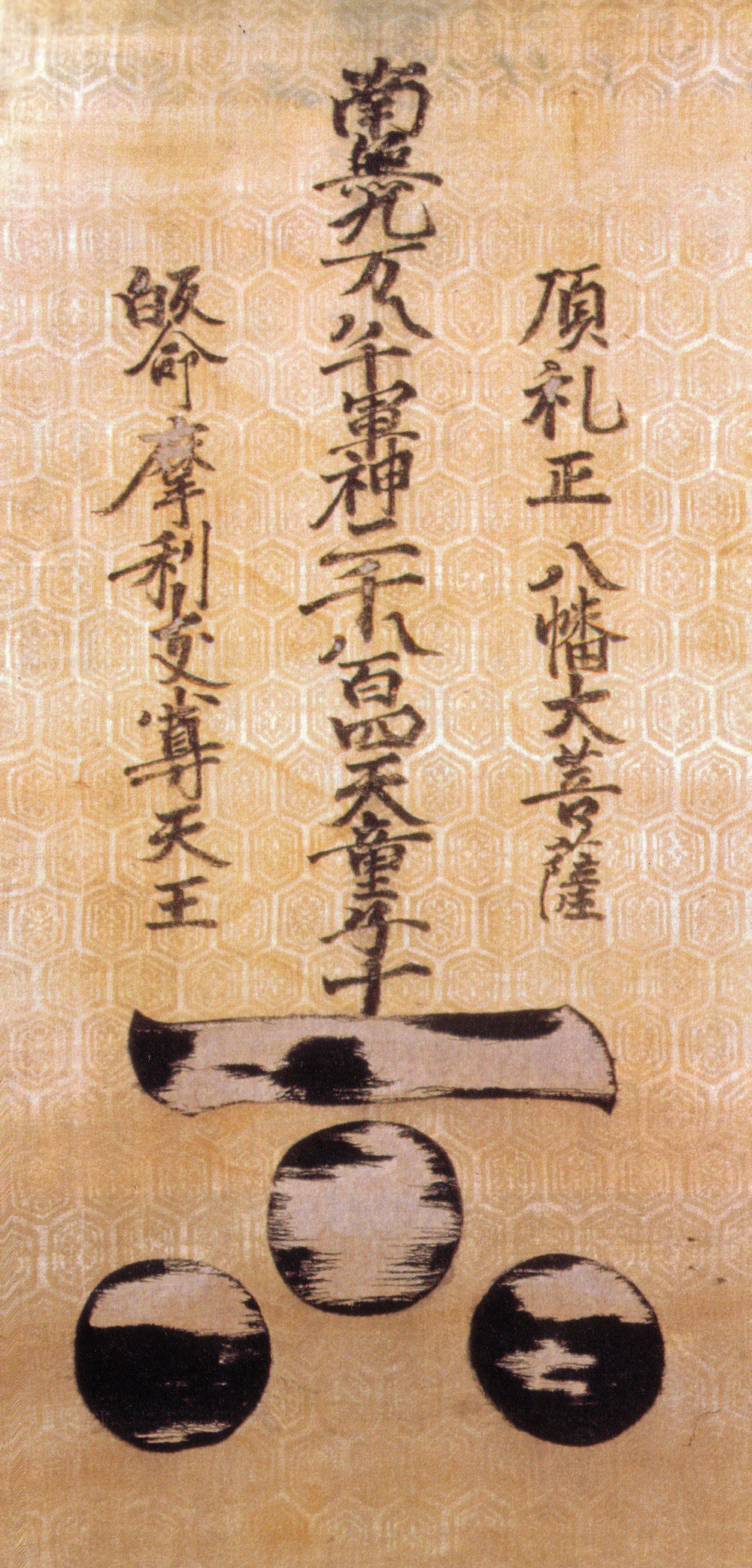
毛利元就が所用していたと伝わる軍幟（軍旗）。「一文字三星」が付いている。（毛利博物館蔵）

大永5年（1525年）頃まで、文書に書かれた名乗りは「少輔次郎」であるが、享禄3年（1530年）までに毛利氏家督が代々名乗ってきた治部少輔に官途名を変更している。
享禄2年（1529年）11月、かつて毛利幸松丸の外戚として元就に証人を出させるほどの強大な専権を振るい、尼子氏に通じて相合元綱を擁立しようと画策した高橋興光ら高橋氏一族を討伐。高橋氏の持つ安芸から石見にかけての広大な領土を手に入れた。
享禄3年（1530年）、尼子氏では経久の三男である塩冶興久が父に対して反乱を起こしている。この際、大内義隆は尼子経久と和睦しているが、その際に仲介にあたったのが元就とされている。義隆の重臣・陶興房は志道広良に意見を求め、これを知った元就は毛利としては興久に近い立場であるが、親子の争いであるので父である経久を支持するのが道理ではないかとという意見を伝えたという。
享禄4年（1531年）7月10日、尼子詮久（後の尼子晴久）と義兄弟の契りを結ぶ。
天文4年（1535年）、隣国備後の多賀山通続を攻め、降伏させた。ただし、翌天文5年（1536年）に尼子氏が多賀山氏の宗家筋である山内直通を攻めた際に多賀山氏が功を上げて多賀山聟法士が山内氏当主として入嗣した経緯がある（勢力拡大の過程にある）ため、天文5年よりも後の出来事ではないかとする説もある。
一方で、長年の宿敵であった宍戸氏とは関係の修復に腐心し、娘を宍戸隆家に嫁がせて友好関係を築き上げた。後世編纂の史料では天文3年（1534年）正月に和睦と婚姻が行われたとされるが、同時代史料に時期を確定させる根拠がないことや享禄年間に滅亡した高橋氏の旧領を譲っている（後述）ことから、和睦が先に成立していた可能性もある。元就が宍戸氏との関係を深めたのには父・弘元の遺言があった。元就が後年手紙で、「父・弘元は宍戸氏と仲をよくしろと言い遺されたが、兄の興元の時は戦になってそのまま病でなくなってしまい、父の遺言は果たせなかった。しかし、それは兄はまだ若かったからしかたなかったことだ。だが、元源殿はなぜか自分の事を気に入って下さって水魚の交わりのように親しくつきあってくださった。」と述べている。元就は宍戸元源の方から親しく思ってくれたとしているが、実際は宍戸氏とも争っていた高橋氏の旧領の一部を譲る等、積極的に働きかけていた。宍戸家家譜によると正月に数人の伴を引き連れて元就自身が宍戸氏の五龍城を訪れ、元源と気が合ったため、そのまま2人で枕を並べて夜遅くまで語り合い、その中で元源の孫の隆家と娘（後の五龍）との婚約が決まったと伝わる。なお、宍戸隆家は生まれる前に父を亡くしており、母の実家の山内家で7歳まで育ったため、宍戸氏と誼を結ぶことで山内氏とも繋がりができた（山内豊通は毛利興元の娘婿であったが、豊通も興元も既に亡くなっている）。また、元源の兄である司箭院興仙は細川政元の側近であり、政元の暗殺後も興仙の子孫が細川氏に仕えていたため、中央と独自の政治的パイプを持っていた元源と関係を深めることは、後年元就が尼子氏を牽制するために細川氏や赤松氏と関係を持った際に役に立つことになった。前述の渡辺氏の生き残りである渡辺通が許されて毛利家に戻って元就に仕えたのもこの頃と考えられている。
その他、一時大内氏に反乱を起こし窮地に追いやられた天野氏や、安芸武田氏と関係が悪化した熊谷氏とも誼を通じ、安芸国人の盟主としての地位を確保した。毛利家中においても、天文元年（1532年）に家臣32名が、逃亡した下人らを匿わずに人返しすることなどの3カ条を守り、違反者は元就が処罰するという起請文を連署して捧げている。
天文2年（1533年）9月23日付けの『御湯殿上日記』（宮中の日誌）に、大内義隆より「大江のなにがし」を応永の先例に倣って官位を授けるように後奈良天皇に申し出があったという記事がある。これは毛利（大江）元就をその祖先である毛利光房が称光天皇より従五位下右馬頭に任命された故事に倣って同様の任命を行うようにという趣旨であった。元就は義隆を通じて4,000疋を朝廷に献上する事で叙任が実現することになった。これによって推挙者である大内義隆との関係を強めるとともに、当時は形骸化していたとは言え、官位を得ることによって安芸国内の他の領主に対して朝廷・大内氏双方の後ろ盾があることを示す効果があったと考えられている。また、同時期には安芸有力国人である吉川氏当主吉川興経から尼子氏との和睦を斡旋されるが、逆に尼子方に断られてしまっている。
天文6年（1537年）、長男の毛利隆元を人質として、大内氏へ差し出して関係を強化した。
天文8年（1539年）、従属関係にあった大内氏が、北九州の宿敵たる少弐氏を滅ぼし、大友氏とも和解したため、安芸武田氏の居城である佐東銀山城を攻撃。尼子氏の援兵を安芸武田氏は受けたものの、これにより、城主・武田信実は一時若狭国へと逃亡している。

### 吉田郡山城の戦い（郡山合戦）
この頃、大内義隆は安芸南部の尼子方諸勢力に対して積極的な攻撃を仕掛けており、前述の安芸武田氏の他、厳島神主家や平賀氏一族から離反して尼子方についた頭崎城の平賀興貞などから救援を求められていた尼子経久の後継者である尼子詮久（後の尼子晴久）は、天文9年（1540年）に3万の兵を率いて頭崎城救援のために安芸に出兵する。しかし、その途上には大内方の有力者毛利元就の本拠地・吉田郡山城があるため、両者の戦いは避けられない情勢となった。
尼子詮久が率いる3万の尼子軍によって吉田郡山城を攻められるが（吉田郡山城の戦い）、元就は即席の徴集兵も含めてわずか3000の寡兵で籠城して尼子氏を迎え撃った。家臣の福原氏や友好関係を結んでいた宍戸氏らの協力、そして遅れて到着した大内義隆の援軍・陶隆房（後の陶晴賢）の活躍もあって勝利し、さらにこの戦いの顛末を記録した文書を幕府に提出（毛利元就郡山籠城日記）して称賛を受け、安芸国の中心的存在となる。
同年、大内氏とともに尼子氏の支援を受けていた安芸武田氏当主・武田信実の佐東銀山城は落城し、信実は出雲国へと逃亡。安芸武田氏はこれにより滅亡した。後に信実は室町幕府に出仕し、元就の没後に織田信長に追放された足利義昭に従って毛利氏を頼ることになる。また、安芸武田氏傘下の川内警固衆を組織化し、後の毛利水軍の基礎を築いた。

### 第一次月山富田城の戦い

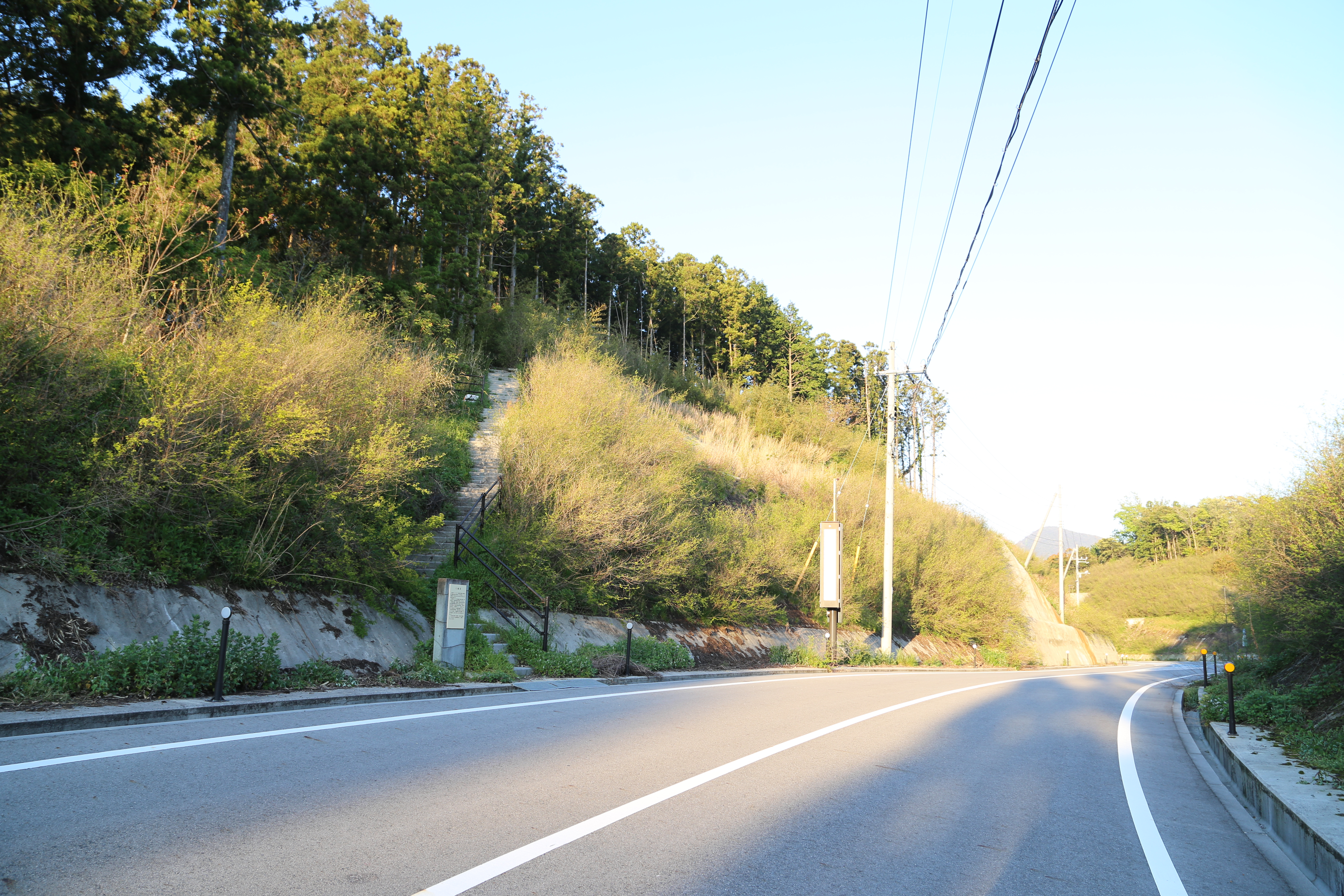
元就が九死に一生を得た七騎坂

天文11年（1542年）から天文12年（1543年）にかけて、大内義隆を総大将とした第1次月山富田城の戦いにも、元就は従軍した。しかし、吉川興経らの裏切りや、尼子氏の所領奥地に侵入し過ぎたこともあり、補給線と防衛線が寸断され、さらには元就自身も4月に富田城塩谷口を攻めるが敗れ、大内軍は敗走する。この敗走中に元就と隆元は大内軍の殿軍を命じられ、死を覚悟するほどの危機にあったが、渡辺通らが身代わりとして戦死、窮地を脱して安芸に帰還することができた。
周防国に無事帰国した大内義隆は8月18日に元就に対して吉川領を与える旨の宛行状を発給した。しかし、大内氏を離反した吉川興経がこの宛行状に従って自らの所領を毛利氏に引き渡すはずもなく、かといって吉川氏の背後には尼子氏が控えていることから毛利氏単独での吉川領奪取も難しいため、宛行状が実効性に乏しいことは明白だった。そのため、吉川興経と縁戚関係にある元就が吉川氏に同調することを警戒した大内義隆が、吉川領を与える旨の宛行状を元就に発給することで毛利氏と吉川氏が争うように仕向ける狙いがあったと推測されている。

### 三男・隆景の竹原小早川氏相続
天文10年（1541年）、元就の姪（興元の娘）が嫁いで婚姻関係にあり、吉田郡山城の戦いでも援軍に駆け付けるなど、元就と親密な関係だった竹原小早川氏当主・小早川興景が嗣子のいないまま死去した。そのため、竹原小早川氏家臣団から元就の三男・徳寿丸（後の小早川隆景）を養子に迎えたいと要望があったが、元就は徳寿丸がまだ幼いことを理由に断った。しかし、当主不在のまま何度か戦いがあって困った竹原小早川氏家臣団は、今度は大内義隆に元就が徳寿丸を竹原小早川氏の養子とするように頼み込んだ。元就も義隆の頼みを断ることはできず、興景の死去から3年経った天文13年（1544年）にようやく徳寿丸は竹原小早川氏の養子となった。
なお、興景を失った竹原小早川氏に対しては、備後神辺城主である山名理興（尼子派）が天文12年（1543年）に攻め寄せたため、大内軍と共に毛利軍も救援に赴いている。6年後の神辺城陥落（神辺合戦）まで戦いは続いたが、この陣中で徳寿丸は元服して隆景を名乗るようになった。一方、同年には備後三吉氏へ遠征に出た尼子軍を撃退するため、児玉就忠・福原貞俊を派遣したが敗北している（布野崩れ）。ただし、三吉軍の夜襲が成功したため、最終的に尼子軍は退却した。

### 家督譲渡
天文14年（1545年）、正室の妙玖と養母の杉大方を相次いで亡くしている。息子の隆元に宛てた手紙に「この頃は、なぜか妙玖のことばかりがしきりに思い出されてならぬ。」「妙玖がこの世にいてくれたらと、いまは語りかける相手もなく、ただ心ひそかに亡き妻のことばかりを思うのだ。」「内をば母親をもって治め、外をば父親をもって治め候と申す金言、少しも違わず」と述べている。妙玖の名前は、元就から息子に毛利家の結びつきを説くときに語られる、大切な結び目としての母の名であった。
天文15年（1546年）、元就が隠居を表明。隆元が毛利家当主となる。同じ頃、80歳を迎えた高齢の執政志道広良の勇退問題も浮上しており、天文15年4月頃に元就と広良、隆元の家督継承と執政勇退を巡る三者協議が行われ、遅くても天文16年（1547年）6月までに当主交代が行われたと考えられている。ただし、完全に隠居したわけではなく実権はほぼ元就が握っていたため、隆元もこの時は元就の隠居に反対しなかった。

### 次男・元春の吉川氏相続
天文12年（1543年）8月18日に大内義隆が元就に吉川領を与える旨の宛行状を発給して以降、元就は吉川氏との係争地の解決を通じて尼子氏との関係修復を望んでおり、吉川興経も毛利氏との和解に積極的であったが、尼子氏が毛利氏との和解に消極的だったことから、毛利氏と吉川氏の和解も実現しなかった。
天文13年（1544年）12月20日には元就の異母弟である北就勝に子がいなかったことから、元就の次男である毛利元春（後の吉川元春）を北就勝の養子として北就勝が領有していた高橋氏旧領の一部を譲渡する契約を行っているが、尼子氏に和解を拒否されたことで元就は吉川興経との融和方針を改め、吉川国経の外孫かつ吉川興経の従弟にあたる次男・元春を吉川氏へ入嗣させることに決めた。
以前に吉川領を元就に与えることを約束していた大内義隆も元春の吉川氏相続を後押ししたと考えられており、元就は大内義隆の承認のもとで元春の吉川氏入嗣のために吉川氏家中の調略に取り掛かった。その結果、吉川氏家中は森脇祐有ら興経派（親尼子派）と吉川経世ら反興経派（親毛利派）に分かれたが、天文15年（1546年）7月には興経派も含めた吉川氏重臣の協議で元春の吉川氏入嗣にあたっての条件を提示していることから、この頃までに両派の対立は収束に向かっており、元春が吉川氏に入嗣することはほぼ決定事項となっている。
その後、元春が吉川氏に入嗣する交渉がまとまったので、天文16年（1547年）2月21日に吉川興経は吉川経世、森脇祐有、境春通を使者として元就、隆元、元春のもとに派遣し、刀や馬を進呈して賀辞を述べさせた。次いで毛利隆元も赤川元保を使者として興経のもとに派遣し、答礼させている。
同年7月19日には吉川興経が元就・隆元・元春に対して血判起請文を送り、元春と養子縁組をした際に興経は毛利領内に居住し、興経の子の千法師の身上を保証すれば、以後は元春、隆元、元就に対して異心を抱かないことを誓約したことで元春の吉川氏相続が正式に決定した。一方の元就も同じく7月に興経の隠居領を毛利領内に設けて将来は興経の子である千法師に隠居領を継承させること、吉川興経の身柄を周防国や備後国へは出さず大内氏へ引き渡さないこと等を約束する起請文を提出した。また、同年閏7月22日には反興経派の吉川経世、吉川経好（後の市川経好）、今田経高の親子3人が元春に対して起請文を提出して興経と元春の養子契約が成立したことを慶び、元就、隆元、元春に対して悪心を抱かないことを誓約しており、閏7月25日には元就、隆元、元春が連署起請文を返している。
この時点ではまだ興経の隠居領を毛利領内のどこにするかが決まっていなかったため、吉川氏の本拠地である日山城からの吉川興経の退去と元春の入城は実現していないが、閏7月からは元就の後見のもとで知行の安堵や宛行といった吉川氏当主としての元春の活動が開始している。
天文17年（1548年）には元春単独での感状発給が行われているが、未だに元春の日山城への入城は実現していない。この点について、吉川興経が自らの形勢不利を見て一度は元春への家督譲渡に同意したものの、日山城に居座ることで尼子氏の支援による形勢逆転、あるいは、興経と元春の両派並立を狙っていた可能性が指摘されている。
この状況に対し元就は大内氏の権威によって元春の日山城入城を実現しようと考え、天文18年（1549年）4月22日に大内義隆は元春の吉川氏相続を認めると共に、吉川興経が称していた官途である「治部少輔」の官途を元春に与えた。
さらに同年8月に元就は大内義隆に対して日山城の受け取りにあたって大内氏の軍勢の派遣を要請して笠井帯刀左衛門尉らが派遣される旨の回答を小原隆言、青景隆著、陶隆満から9月9日に得ているなど、毛利氏側は大内氏からの積極的な支援を取り付けることに成功しているが、吉川興経に対して尼子氏からの支援があった形跡は見られず、これ以上興経が日山城に居座り続けることは困難となった。
天文19年（1550年）1月頃に元春は日山城へ入城し、北就勝から継承した高橋氏旧領の一部に加えて吉川氏を継承したことで、高橋氏と吉川氏が有していた安芸国と石見国にまたがる多くの関係や情報を獲得した。このことが毛利氏の戦国大名化に大きく寄与することになったと評価されている。
一方の吉川興経の日山城からの退城時期は明確ではないが、元春の日山城入城から大きく遡ることはないと見られ、日山城を退城した吉川興経には毛利領内で隠居領を与えられたが、天文15年（1546年）7月時点で森脇祐有ら興経派が要望していた吉川領に隣接する山県郡の有田や与谷などではなく、安北郡の深川と定められた。吉川興経の動向を警戒する元就が、興経と旧臣との連携を阻止すると共に、監視しやすい場所に興経を置いておこうとしたための場所選定と考えられているが、興経は幽閉されたわけではなく、子の千法師やある程度の家臣達を引き連れて深川に移り住んだ。
この時点でかつて興経派の筆頭であった森脇祐有ら側近衆は深川に同行しておらず、森脇祐有は吉川元春に対して起請文を提出し、元春も天文19年（1550年）3月3日付けで森脇祐有に対する起請文を提出している。元春の起請文によると、元春に背く者がいた場合はもし兄弟や子であっても決して協力しない旨を森脇祐有が誓約したと記されており、もし興経が毛利氏に反逆を企てたとしても従わない意思を示したと考えられている。さらに元春の起請文の追って書きに「もし他人が森脇祐有について告げ口したとしても、その動向を勝手に邪推することなく祐有に直接尋ねる」と記されていることから、尼子氏からの働きかけを念頭に置いて、尼子氏が再び興経を擁立して吉川氏を尼子方に組み込むことを懸念していたと推測されている。
さらに同年7月には後述する井上氏に対する粛清が行われるなど不穏な空気の中で吉川興経についての雑説も世間に出回ったようで、興経は8月17日に元就に書状を送って少しの他意も無い旨を表明すると共に、もし興経について告げ口する者がいたなら直ちに興経に尋ねてほしいと伝えているように、興経自身も元就から疑念を抱かれていることは認識していた。
このように森脇祐有ら側近衆でさえ興経から離れてしまっている状況の吉川興経が元就に歯向かうことは困難であったとみられるが、それでも興経の存在自体を危険視した元就は元春の舅となった熊谷信直や天野隆重に興経の隠居所襲撃を命じ、天文19年（1550年）9月27日に興経は子の千法師らと共に殺害され、吉川氏の嫡流は断絶することとなった。
なお、吉川氏相続前に元春は独断で熊谷信直の娘・新庄局と婚約を結び、元就は熊谷信直へ侘びの手紙と「あいつは犬ころの様なやつだが息子をどうかよろしく頼む」と一言書いている。元春夫婦は結婚後も、吉川氏相続の後も吉田郡山城におり、天文17年（1548年）に元春の長男の元資（後の元長）が生まれてもまだ吉田郡山城に留まっていた。

### 小早川隆景の沼田小早川氏相続
一方で、先の月山富田城の戦いで当主・小早川正平を失っていた沼田小早川氏の後継問題にも介入した。当主・小早川繁平が幼少かつ盲目であったのを利用して家中を分裂させ、後見役の重臣であった田坂全慶を謀殺した上で繁平を出家に追い込み、分家の竹原小早川当主で元就の実子である小早川隆景を後嗣にさせている。これにより、小早川氏の水軍を手に入れ、また「毛利両川体制」が確立、毛利氏の勢力拡大を支えることになるのである。
これにより安芸・石見に勢力を持つ吉川氏と、安芸・備後・瀬戸内海に勢力を持つ小早川氏、両家の勢力を取り込み、安芸一国の支配権をほぼ掌中にした。
天文18年（1549年）2月、元春と隆景を伴い山口へ下向する。この時大内家は陶隆房を中心にした武断派と相良武任を中心とした文治派で対立が起こっていた。また、当主の大内義隆は月山富田城で負けて以来、戦に関心を持たなくなっていた事もあり、不満に思っていた陶隆房が山口下向中に元就達の宿所に何度か使いをやっている。なお、元就はこの山口滞在中に病気にかかったようで、そのため逗留が3カ月近くかかり、吉田に帰国したのは5月になってからである。なお、この時元就を看病した井上光俊は懸命に看病したことで隆元から書状を貰っている。

### 井上党粛清
安芸国と備後国での勢力拡大が順調に進み、吉川氏と小早川氏の相続問題も解決を見たことで、元就は後患を防ぐために毛利氏家中で専横する井上元兼をはじめとする井上氏及びその与党の粛清を決定した。大内氏家臣の小原隆言を介して井上氏粛清について大内義隆の内諾も得た上で準備を整え、天文19年（1550年）7月12日に小早川隆景が高田郡竹原に井上元有を誘い出して殺害し、井上氏への粛清を開始。翌7月13日には井上就兼を吉田郡山城に呼び出したところを桂就延に討たせ、同時に福原貞俊と桂元澄に兵を率いさせて井上氏惣領である井上元兼の居館を包囲襲撃させた。井上元兼は次男の井上就澄と共に防戦したが追い詰められて自害し、井上元有の長男である井上与四郎、元有の弟の井上元重・就義父子らも居宅で殺害された。この時、井上氏の一族30余名が殺害されたとされ、その他に市川氏などのように井上氏に与する者も粛清されている。
ただし、全ての井上氏一族が粛清されたわけではなく、初めから粛清対象とはなっていなかった者や、当時吉田に不在だったことで難を逃れた者など、その後も多くの井上一族が引き続き毛利氏に仕えている。前者としては元就の妹婿であった井上元在（後の井上元光）が代表例で、元在は同年8月1日に井上氏の宗家を相続し、12月21日に405貫の知行地を与えられている。その他には、井上氏一族の長老で幼い頃の元就を屋敷に招いて日輪を拝むきっかけ作った井上光兼、山口滞在時に病に倒れた元就を看病するなど忠勤に励んだ井上光俊、元就の家督相続前から「就」の偏諱を与えられていて元就と関係が深かったと見られる井上就在、父祖の軍忠を賞されて吉川元春に保護された井上就正、元就の落胤説がある井上就勝等々がいる。また、後者としては当時和泉国の堺に滞在していた井上春忠や井上元有の次男である井上就正等がいる。
井上氏粛清は毛利氏家臣団にも大きな衝撃を与えて疑惑や不安を生じさせたため、元就は7月20日に福原貞俊を筆頭とする家臣238人が連署して、毛利氏に対して異心を抱かず、元就の命を遵奉してますます忠勤に励むことを誓う起請文を提出させている。
また、同年7月23日に大内義隆は元就に書状を送り、毛利氏存続のために井上党粛清がやむを得ないものであったと承認し、その目的が達せられたことを賀した。
元就自身はこの粛清に関して記した書状で、幼い頃に所領を横取りされたことなど積年の恨みつらみを書きしたためているが、家臣を切るのは自分の手足を切るような悪い事であるから決してしてはならないことであると隆景に宛てて書いている。また、隆元の妻である尾崎局に対してもこのような事態に至った事情を説明した書状を書いている。尾崎局の実父である内藤興盛は大内氏の重臣の1人であり、尾崎局を経由して大内義隆や重臣達にこの誅伐が大内氏に敵対するものではないことを弁明し、その許可を得るためのものであったと考えられている。

### 大寧寺の変
天文20年（1551年）、毛利元就が服属していた中国地方の有力大名大内義隆が家臣の陶晴賢（隆房から改名）の謀反で殺害され、養子の大内義長が擁立された（大寧寺の変）。元就は以前からこの当主交代（陶晴賢の謀反）に同意していて、11年前の吉田郡山城の戦いで尼子栓久（尼子晴久）の大軍に攻撃され危機的状況に陥ったとき、元就が服従していた大内義隆と共に援軍を送って自分を助けてくれた陶晴賢との誼を通じて、佐東銀山城や桜尾城を占領してその地域の支配権を握り、晴賢は元就に安芸国・備後国の国人領主たちを取りまとめる権限を与えた。
元就はこれを背景として勢力を拡大すべく、安芸国内の大内義隆に服属していた国人衆を攻撃し、平賀隆保の籠もる安芸頭崎城を陥落させ隆保を自刃に追い込み、平賀広相に平賀家の家督を継がせて事実上平賀氏を自分の傘下に置くことに成功した。

### 防芸引分
天文22年（1553年）には尼子方の江田氏が守っていた備後国の高杉城、旗返山城を落とし、尼子晴久の安芸国への侵入を、大内家当主,大内義長の家臣、江良房栄らとともに撃退した。
この戦いの戦後処理のもつれと元就の勢力拡大に危機感を抱いた大内家の事実上の支配者である陶晴賢は、元就に支配権の返上を要求したが、元就がこれを拒否したため両者の対立が強まった。そうした状況のなか石見の吉見正頼が陶晴賢へ反逆して挙兵した。陶晴賢は毛利元就に参戦を求めた当初、元就は陶晴賢からの参戦要求に従うことを決めていたが、陶晴賢への反感を抱いていた元就の嫡男・隆元の反対により参戦することができないでいた。そこで陶晴賢は安芸の国人領主たちに出陣の督促の使者を派遣した。平賀広相からその事実を告げられた毛利隆元は重臣たと共に、元々が国人領主あがり小大名だった父・毛利元就に対して、陶晴賢が元就に安芸国と備後国の国人領主たちを取りまとめる権限を与えるとした約束に反しており、毛利と陶の盟約が終わったとして、元就に陶晴賢との決別を迫った。ここに元就も隆房との対決を決意した（防芸引分）。
しかし、陶晴賢の兵力が大内軍3万人以上であるのに対して、毛利元就が動員できる最大兵力は4、5千人だったため、正面から戦えば元就に勝ち目はなかった。さらに元就に同調している安芸国の国人領主たちも、大内家の当主大内義長および義長の最側近である陶晴賢の圧迫によって動揺しており、寝返る危険性もあった。そこで元就は謀略によって、大内氏の分裂・弱体化を謀った。
天文23年（1554年）、出雲国で尼子家の新宮党の尼子国久・誠久らが、尼子晴久に粛清されるという内紛が起こった。
同年、毛利元就は、陶晴賢(および大内家当主大内義長)への謀反を起こした吉見氏の攻略に手間取っている陶晴賢に対して、自らも謀反を起こした。陶晴賢は毛利元就の謀反に激怒し、重臣の宮川房長に3,000人の兵を預け元就への攻撃を命じた。山口を出陣した宮川軍は安芸国の折敷畑山に到着し、陣を敷いた。これに対して元就は、宮川軍に先制の奇襲攻撃を行って宮川軍を破り、宮川房長は討死した（折敷畑の戦い）。

### 厳島の戦い

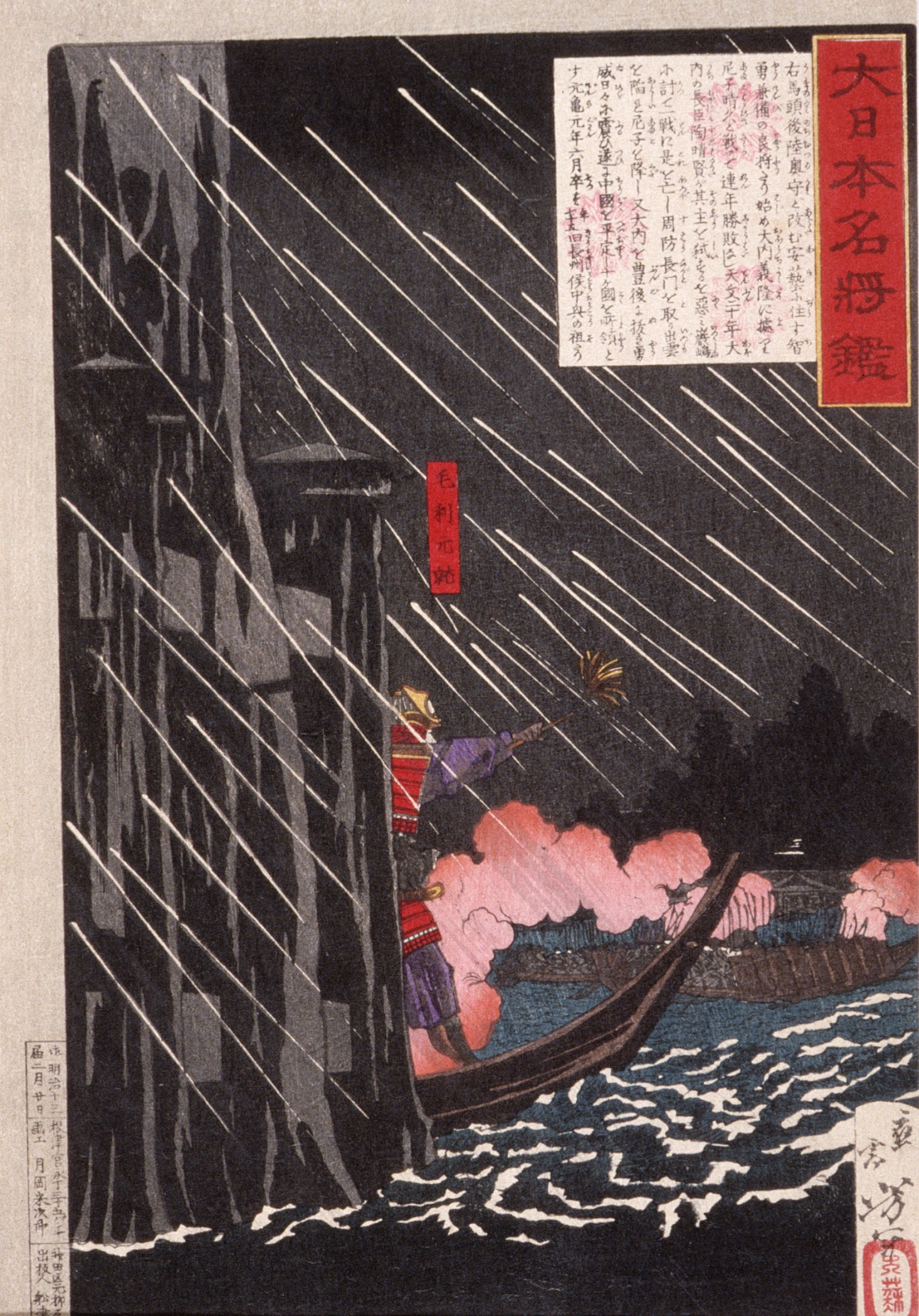
月岡芳年『大日本名将鑑 毛利元就』ロサンゼルス・カウンティ美術館所蔵

弘治元年（1555年）、陶晴賢は自ら大軍を率いて山口から出陣すると、毛利元就の謀略によって瀬戸内海の交通と経済の要衝の一つである厳島の宮尾城　を攻撃すべく厳島におびき出された。
このとき元就が率いる毛利軍4000人は暴風雨の夜に厳島に上陸すると、三男の小早川隆景が組み込んだ瀬戸内海賊の村上水軍らと共に兵力2万人の陶晴賢に奇襲攻撃を行い、陶晴賢の大軍を敗って晴賢は自殺した(厳島の戦い)。
元就が安芸国の国人たちをようやく完全に家臣団にすることに成功したその翌年の厳島の戦いでの番狂わせは、毛利元就がかつて服属していた大内氏の大内義長を弱体化させ、58歳の毛利元就がのちに中国地方の覇者となる最大の要因となった。

### 防長経略
弘治2年（1556年）、備前遠征から素早く兵を撤兵させた尼子晴久率いる25,000人と、尼子と手を結んだ小笠原長雄が大内方であった山吹城を攻撃。これに毛利氏は迎撃に出るが、忍原において尼子晴久に大敗し、石見銀山は尼子氏のものとなる（忍原崩れ）。
弘治3年（1557年）、大内氏の内紛を好機とみた元就は、大内氏の当主・義長を討って、大内氏を滅亡に追い込んだ。これにより九州を除く大内氏の旧領の大半を手中に収めることに成功した（防長経略）。
同年、家督を嫡男・隆元に完全に譲ろうとするが、隆元はこれを拒絶した。

### 石見攻略
永禄元年（1558年）、石見銀山を取り戻そうとして毛利元就・吉川元春は小笠原長雄の籠る温湯城を攻撃。これに対して尼子晴久も出陣するが、互いに江の川で睨みあったまま戦線は膠着。
永禄2年（1559年）には温湯城を落城させている。

### 尼子氏・大友氏との戦い
弘治2年（1556年）以降、尼子氏当主・尼子晴久によって山吹城を攻略され石見銀山の支配権を失っていたが、永禄3年（1560年）12月に尼子晴久が死去する。そして尼子氏の晴久急死による動揺もあり、晴久の嫡男・尼子義久は将軍・足利義輝に和睦を願うも、この和睦を元就は一方的に破棄し、永禄5年（1562年）6月に本城常光が毛利氏へ寝返ると、出雲侵攻を開始する。
これに対して晴久の跡を継いだ尼子義久は、難攻不落の名城月山富田城（現在の島根県安来市）に籠城し、尼子十旗と呼ばれる防衛網で毛利軍を迎え撃った。しかし、永禄6年（1563年）に元就は尼子十旗の一である白鹿城を攻略した。
だが一方で、永禄5年（1562年）には豊前進出を図る大友宗麟が豊前松山城を攻撃する。出雲遠征中であった隆元は急遽防府に移動して大友軍との戦いに備えようとするが、折しも足利義輝から大友氏との和平の斡旋の使者が訪れたため、隆元はこれを受け入れることになる。

### 隆元の死と輝元の家督相続
そんな最中の永禄6年（1563年）8月4日、当主である嫡男・隆元の不慮の死に見舞われている。そのため、隆元の嫡子・幸鶴丸が家督を継承したが、11歳の若さであったため、元就が後見して政治・軍事を執行する二頭体制が敷かれた。隆元が実現を急いでいた大友氏との和睦が成立するのは、永禄7年（1564年）に入ってからである。
永禄8年（1565年）2月、幸鶴丸が吉田郡山城で元服し、将軍・足利義輝の諱一字を拝領して、輝元と名乗った。毛利氏の当主は代々、元就の父・弘元や兄・興元、嫡子・隆元のように守護大名配下の国人領主として元服したが、輝元は将軍より偏諱を与えられる、つまり「国家の支配者」として元服しており、元就の代において毛利氏の地位が大きく向上したことが裏付けられている。もっとも、輝元が将軍の偏諱を受けることができたのは、元就が幕府に働きかけたからであり、永禄7年12月以前から元服の準備が進められていたことが確認されている。

### 尼子氏滅亡
同年3月、元就は輝元とともに出雲へ出陣し、4月に月山富田城を包囲して兵糧攻めに持ち込む事に成功する（第二次月山富田城の戦い）。元就は大内氏に従って敗北を喫した前回の月山富田城攻めの戦訓を活かし、無理な攻城はせず、策略を張り巡らした。当初は兵士の降伏を許さず、投降した兵を皆殺しにして見せしめとした。これは城内の食料を早々に消耗させようという計略であった。それと並行して尼子軍の内部崩壊を誘うため離間策を巡らせた。これにより疑心暗鬼となった義久は、重臣である宇山久兼を自らの手で殺害。義久は信望を損ない、尼子軍の崩壊は加速してしまう。この段階に至って元就は、逆に粥を炊き出して城内の兵士の降伏を誘ったところ、投降者が続出した。
永禄9年（1566年）11月、尼子軍は籠城を継続できなくなり、義久は降伏を余儀なくされ、戦国大名としての尼子氏は滅亡した。こうして元就は一代にして、毛利氏を中国路8ヶ国を支配する大名へと成長させた。しかし、出雲尼子氏を滅ぼした元就であったが、永禄12年（1569年）6月に尼子勝久（尼子誠久の子）を擁した山中幸盛率いる尼子残党軍が但馬の山名祐豊の支援を受けて出雲へと侵入し、毛利氏への抵抗は続いた。
永禄10年（1567年）、毛利輝元が15歳になると、元就は二頭体制をやめて隠居しようとしたが、輝元から隠居しないように懇願されたため、元就は隠居を断念した。

### 晩年

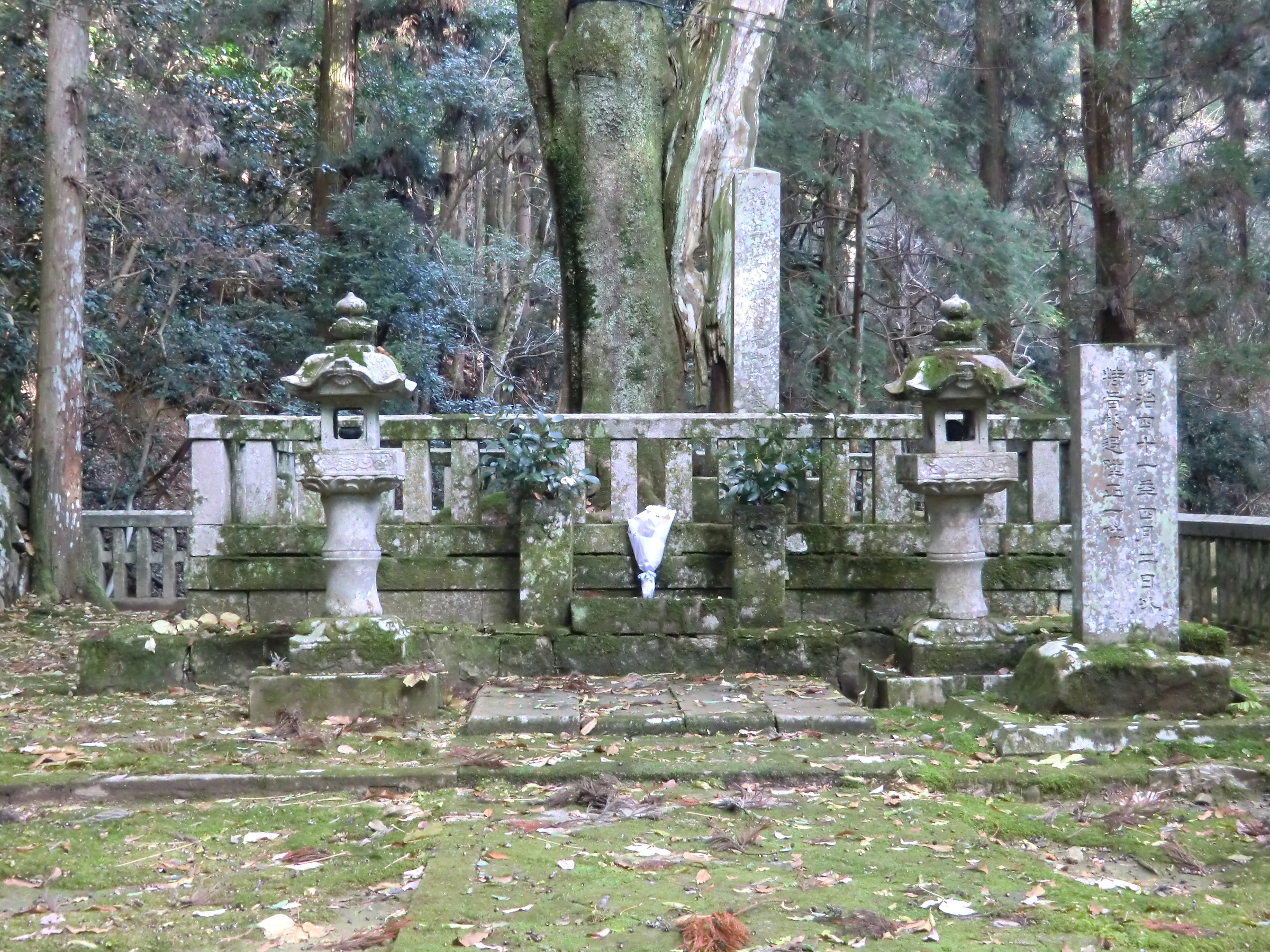
吉田郡山城跡の毛利元就墓所

1560年代の前半より、元就はたびたび体調を崩しており、永禄9年（1566年）2月には長期の出雲出陣の疲労からか大病を患ったが、将軍・足利義輝が見舞いのために派遣した名医・曲直瀬道三が元就の治療に当たった。元就の治療は「道三流」と称される道三門下の専門医によって行われ、道三門下の専門医と道三との往復書簡いわゆる「手日記」を通して処方が決定された。その効果もあって翌月には全快し、永禄10年（1567年）1月には最後の息子である才菊丸（後の秀包）が誕生している。なお、毛利氏領国では、専門医・専従医不足に伴う医療基盤の軟弱さが、永禄9年に曲直瀬道三が下向して一挙に改められた。
永禄11年（1568年）は毛利氏にとって激動の年となった。尼子氏の傘下にあった美作国の三浦氏を攻めて降伏させると、今度は畿内と四国東部を支配する三好氏が突如備前国児島を経由して毛利氏を攻め、更に九州では筑前国立花山城の立花鑑載が毛利氏を頼って大友氏に叛旗を翻し、更に大友氏と盟友であった土佐一条家の侵攻を受けた伊予国の河野通宣の要請を受けて小早川隆景らが四国にも出兵している（毛利氏の伊予出兵）。かねてから対立していた尼子氏（残党）や大友氏に加え、三好氏や土佐一条家などこれまで関係が希薄であった勢力とも敵対することになったのである。

### 大内輝弘の乱
永禄12年（1569年）4月、吉田郡山城において病にかかったが、永禄9年（1566年）の時ほど病が重くはなかったため、やや快方に向かうのを待って長府に出陣し、立花城の戦いにおける毛利軍を督戦した。
同年5月に毛利軍が大友氏から筑前立花山城を奪還すると、大友宗麟は毛利氏への牽制のために尼子勝久と結び、更には大内氏の遺臣を周防国で蜂起させる策を実行した。
同年7月、大友宗麟は兵船を周防国吉敷郡の沿岸に出動させると、大友氏に味方する地下人一揆が蜂起したため、周防国を警備していた南方就正、山県元重、児玉安信、内藤元輔らは長府の本陣に在陣する元就に援軍を要請し、元就は周防国吉敷郡嘉川に援軍を派遣して地下一揆を鎮圧した。続いて、大友宗麟は周防国に潜伏する大内氏遺臣と連絡を取るために密使を吉敷郡名田島に派遣したが、密使を南方就正らが捕縛し、密使に宿所を貸した者も小野与次郎が捕縛した。毛利輝元は南方就正らの処置を賞賛し、密使らを誅殺した。更に大友宗麟は内藤氏一門で長門櫛崎城に在城する勝間田盛道に対して家臣の後根某に密書を持たせて派遣し、大友氏に味方すれば長門一国を与えるとして勧誘したが、勝間田盛道は密書を元就に提出した上で後根某とその従者を誅殺した。
同年8月9日、大友水軍の若林鎮興が周防国吉敷郡秋穂浦を襲撃し、秋穂浦を守備していた毛利軍は数十人の死傷者を出した上に兵船1艘を鹵獲されたため、元就は信常元実、内藤就藤、児玉安信らに命じて大友水軍の来襲に備えさせた。
同年9月、長門国の海辺において大友氏や大内氏遺臣に与する徒党がいることを察知した温科吉左衛門尉からの報告を受けた元就は直ちに徒党を誅伐し、温科吉左衛門尉の功を賞して毛利氏分国内諸港の過書を3艘分与えている。
大友宗麟が周防国への工作を行っている間に出陣準備を整えた大内輝弘は若林鎮興の護衛のもとで数千の兵を率いて豊後国大分郡鶴崎を出発し、同年10月10日に2ヶ月前の若林鎮興の襲撃により警備が弱体化していた周防国吉敷郡秋穂浦に上陸した。続いて10月12日に大内軍迎撃に出陣した山口町奉行の井上就貞を討ち取って山口に侵攻した大内輝弘は、かつての大内氏館に陣を置いた。山口の高嶺城では城将の市川経好が九州へ出陣していたため、留守居の内藤就藤や山県元重らに加えて市川経好の正室・市川局、国清寺の住持・竺雲恵心、在郷の有馬世澄、津守輔直、寺戸対馬守らが高嶺城に籠城していたが、大内輝弘は高嶺城を包囲しつつ、山口を占領した。
大内輝弘による山口占領の急報が長府の元就のもとに届くと、元就は立花山城の吉川元春と小早川隆景のもとに急使を派遣して撤退を命じると共に、桂元忠や渡辺長らを先遣隊として山口へ出陣させた。元就からの撤退命令を受けた吉川元春と小早川隆景は10月15日に坂元祐、桂元重、江良賢宣、乃美宗勝らを立花山城に残して撤退し、10月18日に長府へ帰還した。元就は、小早川隆景を長府に留めて、吉川元春に高嶺城救援のために出陣するように命じた。吉川元春は家臣の山県春直、江田智次らを先遣隊として進発させ、10月20日に福原貞俊らと共に1万余の本軍を率いて山口へ向けて出陣した。この時、元就はそれまでの戦場に携えて勝利を挙げてきた厳島の竹で作成した旗竿を元春に与えて激励した。
迅速な毛利軍の反撃により敗戦を重ね、対抗できないと判断した大内輝弘は残兵を率いて山口から撤退し、秋穂浦から豊後国へ帰還しようとしたが、吉川元春と小早川隆景が立花山城から長府に引き上げたことを知った大友水軍が既に秋穂浦から引き上げていたことで脱出の機会を逃し、10月25日に佐波郡の茶臼山において自刃した。輝弘の首級と頸注文は吉川氏家臣の境春時によって長府の元就のもとに送り届けられた。
同年11月下旬、毛利輝元や小早川隆景らを従えての帰国の途上で山口に立ち寄った元就は、戦死した山口町奉行の井上就貞の後任として国司就信を起用し、以前からその職にあった信常元実と共に山口とその付近の民政に当たらせた。次いで防府で吉川元春と対面して、大内輝弘の乱の迅速な鎮圧の成功を祝した。
その後、直ちに本拠地の安芸国山県郡大朝新庄に帰還する吉川元春とは別行動をとった元就は、毛利輝元や小早川隆景らと共に厳島神社に参詣して戦勝を奉謝した。5日間の厳島滞在の後、本拠の安芸国豊田郡沼田に帰還する小早川隆景と別れた元就は、毛利輝元を伴って吉田郡山城へと帰還した。なお、この長府への出陣が元就の生涯における最後の出陣となった。
なお、大友氏と和睦した事により、大内氏の富の源泉となっていた博多の支配権を譲る結果になった。

### 元就の最期
永禄13年（元亀元年、1570年）1月、尼子勝久への攻撃を行うために元就に代わって輝元が総大将となり、元春と隆景も出陣した。元就は吉田郡山城に残って、大友氏や浦上氏の来襲に備えたが、同年9月に重病にかかった。元就重病の報を聞いた輝元は、元春を出雲に残して隆景と共に急遽帰国し、元就の看病にあたった。
同年9月22日には元就が輝元からの書状に比較的長めの返書を送っており、元就の病状がある程度回復したことが分かるが、用語の誤りや重複の跡が見られることから、全快には至っていないことが窺われる。元就もそのことを自覚していたようで、この返書の追而書において「何共内心くたびれ候間、是非に及ばず候」と記しているが、自身の節制と輝元や侍臣らの熱心な看病によって更に体調を持ち直し、出雲に出陣している将兵に対しても指導と激励の書状を送れるようになった。同年11月12日に月山富田城を守る五男・元秋が元就の近臣である南方就正に宛てた書状では、元就の体調が回復したことに安堵した旨が記されている。
元亀2年（1571年）3月16日、元就は花見の会を催し、その席上で「友をえて 猶ぞうれしき 桜花 昨日にかはる けふの色香は」と詠んだ。同日には病気平癒の祈願のために出雲国の日御碕神社に社領50貫を寄進していることから、あくまで小康状態であったことが窺われる。元就の病状が落ち着いたことで、隆景も看病の必要はないと判断して暫くは本拠である豊田郡沼田に帰り、4月中に再度吉田に訪れた。
同年5月になると元就の病状が再び重くなったため、隆景は出雲出陣中の元春とも協議して、安国寺恵瓊を使者として京から医師を招聘することを決定し、5月13日に東福寺の塔頭・勝林庵にその斡旋を依頼した。また、将軍・足利義昭の命によって毛利氏と大友氏の和睦斡旋のために安芸国に滞在していた聖護院道増も元就のために病気快癒を祈願したが、元就の病状は次第に進行していった。
6月4日、元就はかつて自らの一身に代えて元就の身体堅固・寿命長久を祈った隆元の追善料として、隆元終焉の地である安芸国高田郡佐々部の内丸名7町2段半を常栄寺に寄進した。
6月13日、元就は吉田郡山城で激しい腹痛を起こして危篤に陥り、翌6月14日の巳の刻（午前10時頃）に死去した。死因は老衰とも、食道癌とも言われる。享年75（満74歳没）。多門坊宗秀が6月14日に厳島神社の棚守房顕へ宛てた書状には「昨日十三日より大殿様以ての外の御虫気（腹痛）に付て、公私此の取り乱しに何事も成らず候」と記されており、元就の死に際して毛利家中が混乱を極めた様子が窺われる。
家督そのものはすでに嫡孫の輝元が継承済であったが、その死により二頭体制が終了し、輝元は毛利両川体制を中心とした重臣の補佐を受けて親政を開始した。

## 没後

### 葬儀
元亀2年（1571年）6月14日に元就が死去すると、隆景は直ちに出雲出陣中の元春に書状を送って元就の死去を報じ、輝元の意志として元春が元就を弔うために帰国するかは出雲の情勢次第で判断するよう求めた。元春は尼子勝久の勢力が増すことを防ぐためにやむなく帰国を断念し、元就の葬儀を含めた後事全般は輝元が隆景、宍戸隆家、熊谷信直、福原貞俊、口羽通良ら重臣と協議して執り行う事となった。
備前の浦上宗景らの侵攻を防ぐために備中に在陣し、元就重病の報を受けると吉田に帰還して元就の看病に当たっていた粟屋就方は元就の葬儀が終わるまでは備中に戻らない意志を示していたが、輝元と隆景は備中の情勢を鑑み、6月16日に粟屋就方が急ぎ備中に戻り変事に備えることが元就への追善であるとして、特別に葬儀に先立っての焼香を許可し、就方もこれを受け入れた。
元就の遺体は元就が死去した6月14日の夜に毛利氏の菩提所である大通院に移された。当時の大通院の住持は浩雲周養だったが、輝元は備後国三原の妙法寺の住持・嘯岳鼎虎を吉田に招聘し、元就の葬儀の導師を務めることを依頼した。また、特に元就と師壇関係の篤かった山口国清寺の住持・竺雲恵心を招いて元就の葬儀で偈を授けてくれるよう依頼するため、6月17日に粟屋元重を山口に派遣し、山口奉行の国司就信と共に竺雲恵心との交渉に当たらせた。また、国司就信が生前の元就に目をかけられていたことから、山口を離れて葬儀に参列することを許可した。
元就の初七日である6月20日、元就の葬儀が大通院で執り行われ、嘯岳鼎虎が祭文を捧げて元就の菩提を弔い、竺雲恵心が「四海九州知有人 人生七十五煙塵 分明浄智妙円相 突出虚空大日輪」という偈を授けた。葬儀が終わると元就の遺体は吉田郡山城の西麓にある三日市において火葬され、6月24日に輝元が大通院の境内に築いた墳墓に元就の遺骨が埋葬された。その際に大庭賢兼は「法の水 手向果ても 黒衣 立はなれ憂き 墓の前かな」と詠じて追慕した。また、大庭賢兼は6月27日の二七日、7月5日の三七日、7月12日の四七日、7月19日の五七日、7月26日の六七日の各法会で追慕の歌を詠じている。
7月28日、元就の追善のため、隆景は安芸国の仏通寺において僧衆300人が列席する盛大な仏事を執り行った。8月3日には大通院で元就の七七日の法会が執り行われ、元就と親交があり安芸滞在中であった聖護院道澄が参列し、大庭賢兼と共に追善の歌を詠じた。
その他にも各方面からの弔問があり、山口の法泉寺が隆景に弔問し、湯原春綱も隆景に弔問して香典100疋を送った。織田信長も使僧を派遣して弔問し、9月17日には柳沢元政を派遣して弔辞を述べさせた。大和筒井城主・筒井順慶も家臣の清須美右衛門を輝元のもとに派遣し弔辞を述べ、香典100両を贈った。東福寺の塔頭・勝林庵は法華経5巻を一軸に書写して元春へ贈っている。

### 年忌供養
一周忌
元亀3年（1572年）6月2日、小早川隆景が小早川氏の菩提寺である巨真寺（後の米山寺）において元就の一周忌の法会を執り行い、禅僧百余人が列席する盛大なものとなった。嘯岳鼎虎が一周忌の香語を作成しているが、その香語では元就が朝廷に正親町天皇の即位料を献納したことを讃えて、その仁政を孔子に、武威を曹操に、籌策を張良になぞらえている。また、毛利氏一門の団結と隆昌を説くと共に元就の詩歌の才を称揚し、児童や走卒であっても元就の声名を知り、士農工商の皆が元就の徳に懐き、天命として積善余慶を実現したと記している。
同年6月6日には聖護院道澄、竺雲恵心、大庭賢兼ら15人で元就の一周忌追善和歌連歌会が催され、道澄の「なき玉の 床なつしるし 花の露」から始まって、和歌100句が連なった。
三回忌
天正元年（1573年）6月3日、一周忌と同じく小早川隆景が小早川氏の菩提寺である巨真寺（後の米山寺）において三回忌の法会を執り行い、嘯岳鼎虎が導師を務めた。
七回忌
天正5年（1577年）2月、小早川隆景が前年に新高山城内に建立した匡真寺（後の宗光寺）において、元就正室である妙玖の三十三回忌と同時に元就の七回忌の法会を執り行った。この時は110人の禅僧が列席して、法華経一千部を読誦する盛大な法会となった。
十三回忌
天正11年（1583年）6月、毛利輝元が周防国山口の常栄寺の住持である真渓円侃を導師として十三回忌の法会を執り行った。
十七回忌
天正15年（1587年）6月、毛利輝元が吉田郡山城の麓に建立した元就の菩提寺である洞春寺において、嘯岳鼎虎を導師として十七回忌の法会を執り行った。
二十五回忌
文禄4年（1595年）4月、小早川隆景が元就の二十五回忌と毛利隆元の三十三回忌の法会を兼ねて、高山城内に建立された小早川貞平の菩提寺である成就寺で執り行い、次いで高山城の麓にある仏導寺でも執り行った。
同年5月24日、京都にいた毛利氏重臣の林就長が、東福寺住職の文坡令憇を導師として、東福寺において元就の二十五回忌の法会を執り行った。
同年6月7日、毛利輝元が嘯岳鼎虎を導師として、南禅寺の英甫永雄に元就二十五回忌の法会を執り行わせた。
三十三回忌
本来の三十三回忌は慶長8年（1603年）だったが3年前倒しにして、慶長5年（1600年）6月14日に毛利輝元が広島に新築した洞春寺において、常栄寺住持の惟松円融を導師として三十三回忌の法会を執り行った。
毛利氏の防長移封後の慶長8年（1603年）、元就の位牌を安置した周防国山口の香積寺において洞春寺住持の世轍景轍を導師として再び元就の三十三回忌の法会を執り行い、法華経一千部の読誦が行われた。
百回忌
寛文10年（1670年）6月14日、萩藩（長州藩）の2代藩主・毛利綱広が長門国萩の洞春寺において元就の百回忌の法会を執り行い、禅僧160余名に法華経一千部を看経させた。
百五十回忌
享保5年（1720年）6月8日から6月14日まで、萩藩（長州藩）の5代藩主・毛利吉元が長門国萩の洞春寺において元就の百五十回忌の法会を執り行い、千部読経をさせた。また、6月14日には毛利氏菩提所出家衆に非時（会葬者に出す食事）を遣わして、洞春寺では能を催し、萩城内で祝儀の囃子を催した。
二百回忌
明和7年（1770年）6月、萩藩（長州藩）の7代藩主・毛利重就が長門国萩の洞春寺において元就の二百回忌の法会を執り行い、法会終了後に萩城内で祝儀の能を催した。この頃は毛利重就の経済政策が功を奏しつつあったため、萩藩内の士民が金品を献納して法会を大いに助けたとされ、毛利重就は子孫に対する訓誡一篇を起草して元就の祭祀を疎かにしてはならないことを諭した。
二百五十回忌
文政3年（1820年）6月、萩藩（長州藩）の10代藩主・毛利斉熙が長門国萩の洞春寺において元就の二百五十回忌の法会を執り行い、法会終了後に萩城内で祝儀の能を催した。
その後の年忌供養
二百五十回忌以降も、公爵毛利家では年忌供養が執り行われ、明治8年（1875年）には旧暦の元就の命日である6月14日を太陽暦に換算して7月16日を祭日としたため、その後は毎年7月16日に神式で丁重に元就を奉祭した。

### 位階・神号の追贈
元亀3年（1572年）、朝廷は元就の生前の忠功を追賞して従三位の位階と「惟徳惟馨」の諡を贈った。また、元就の200周忌に当たる明和7年（1770年）に元就・輝元・秀就の霊を祀る神社が萩に創建されると、朝廷は元就の神霊に「仰徳大明神」の神号を贈り、文政12年（1829年）11月8日にはその神社に正一位の位階を授けた。更に明治維新における長州藩の功績から、明治2年（1869年）2月3日に元就を祀る神社に「豊栄神社」の神号を贈り、明治41年（1908年）4月2日には元就に正一位の位階が追贈された。

## 人物・逸話

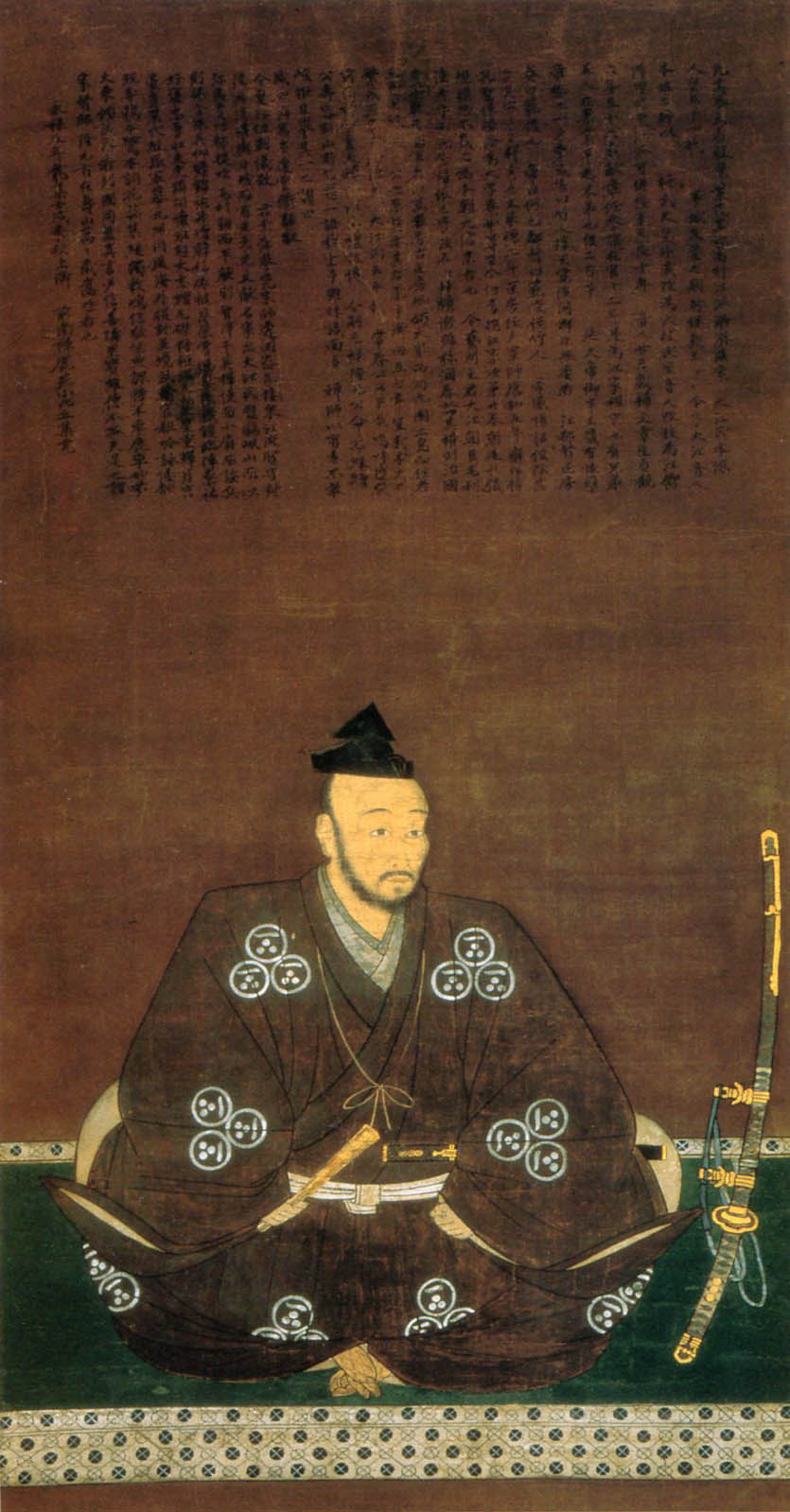
毛利元就寿像（山口県豊榮神社蔵）

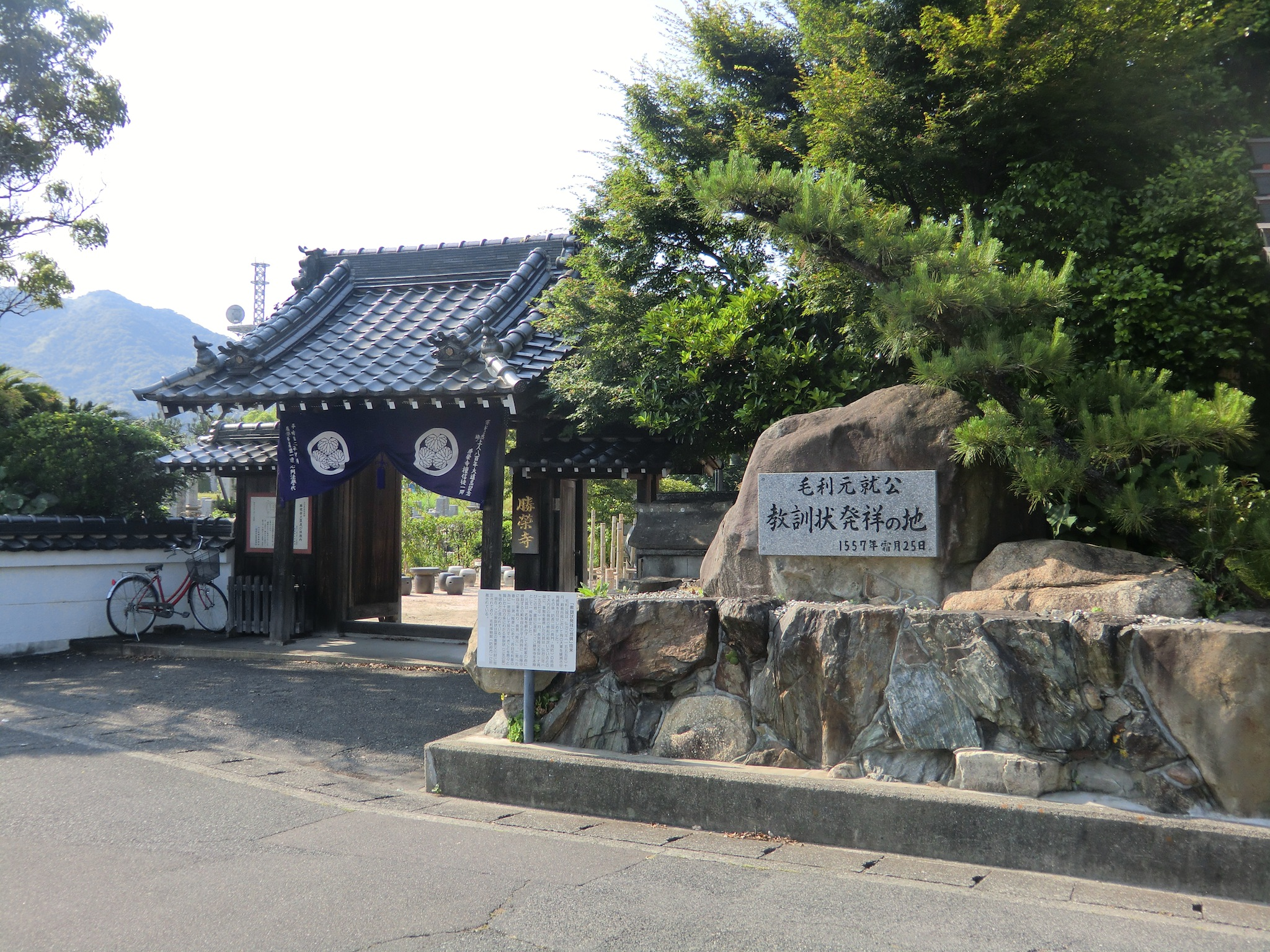
教訓状を書いた勝栄寺（山口県周南市）

朝倉宗滴による評価
越前朝倉氏の名将、朝倉宗滴は自身の著作『朝倉宗滴話記（続々群書類従所収）』の中において、元就のことを「日本に国持人使の上手よき手本と申すべく仁は、今川殿（今川義元）、甲斐武田殿（武田信玄）、三好修理大夫殿（三好長慶）、長尾殿（上杉謙信）、毛利某、織田上総介方（織田信長）、関東正木大膳亮方（正木時茂）…此等の事」と書いており、政務・家臣掌握術において今川義元や武田信玄らと共に高く評している。
天下を競望せず
尼子氏の滅亡後、中国地方の覇者となった元就だったが、自身は「天下を競望せず」と語り、自分の代での勢力拡大はこれ以上望まない意志を明らかにしていた（とはいえ、大内氏の支配圏だった北九州進出にはこだわり、晩年まで大友氏と激しい抗争を続けた）。またそれは息子や孫達の代に至るも同様であり、三男・隆景を通じて輝元の短慮を諌めるようにたびたび言い聞かせ、これが元就の『遺訓』として毛利家に浸透していったという。
三本の矢
死ぬ間際の元就が、3人の息子（隆元・元春・隆景）を枕元に呼び寄せて教訓を教えたという逸話がある。元就は最初に、1本の矢を息子たちに渡して折らせ、次はさらに3本の矢束を折るよう命じた。息子たちは誰も3本の矢束を折ることができなかったことから、1本では脆い矢も束になれば頑丈になることから、3兄弟の結束を強く訴えかけたというものである。この逸話は「三本の矢」または「三矢の訓」として有名だが、実際には元就よりも隆元が早世しているなど史実とは食い違う点も多く、弘治3年（1557年）に元就が書いた直筆書状『三子教訓状』に由来する創作とされる。
家臣・周辺国人への気遣い
「元就はいつも餅と酒を用意し、地下人などの身分が低い者達まで声をかけて親しくしており、家来が旬の花や自家製の野菜、魚や鳥などを土産に元就の所へ訪れるとすぐに対面して餅か酒のどちらかを上機嫌で振舞った。家来が持ってきた土産はすぐに料理をさせ、酒が飲めるかそれとも飲めないかと尋ね、もし酒が欲しいですと答えたら「寒い中で川を渡るような行軍の時の酒の効能は言うべきでもないが、普段から酒ほど気晴らしになることはない」とまずは一杯と酒を差し出し、もし下戸だと答えれば「私も下戸だ。酒を飲むと皆気が短くなり、あることないこと言ってよくない。酒ほど悪いものはない。餅を食べてくれ」と下々に至るまで皆に同じようにあげていた」（『吉田物語』）
後世に遺された数多くの手紙
元就は筆まめな人物であり、数多くの自筆の手紙が残っている。明和4年（1767年）に毛利家で編纂された毛利氏の訓戒集には手紙などに残された元就の小言が30近く羅列されている。また、前述の『三子教訓状』の紙幅は2.85メートルにもなり、同じような内容が繰り返し記される。吉本健二、舘鼻誠など戦国の手紙を研究している人物の多くが「元就の手紙は長くてくどい」と言う意味の事を記している理由である。吉本は元就の手紙を「苦労人であった為かもしれないが説教魔となっている」と評した。このような手紙について元就自身は「思いのまま綴った」「急いで書いた」という趣旨の釈明をしているが、実際には誤字脱字は多くなく、手紙の意図が伝わるように読み手を意識した文章になっていることから、複数回の下書きをした上で入念に準備しているものと考えられている。
酒でのウサ晴らしを戒め、下戸で通す
元就は嫡男の隆元に、酒は分をわきまえて飲み、酒によって気を紛らわすことなどあってはならないと、節酒の心得を説いている。孫の輝元が元服を済ませた際には、輝元の実母の尾崎の局に小椀の冷汁椀に一杯か二杯ほど以外は飲ませないように忠告している。このような背景に、元就は毛利氏歴代が酒に害されやすい体質であることを熟知しており、そのために元就自身は節酒をしてその延命効果を説いたのである。

## 政策

### 政治体制
元就が構築した政治体制は領内の国人領主や地方勢力との共生を念頭とした典型的な集団指導体制であり、同年代の他の戦国大名と類似する点が多い。また元就の統治には、三子教訓状や百万一心などの標語による家臣・領民の心理的な変革が含まれていた。この点は武田信玄などに通じるものがある。毛利氏の統治の特色として挙げられるのは地方領主の独立性の高さであり、大名（毛利氏当主）による独裁とは程遠い体制だったことである。その詳細は武田氏などと同様に複雑かつ煩雑で把握しにくいが、家中に奉行制度を確立して政務を効率化すると共に、毛利家当主のサポート体制を盤石なものとして政権の基盤構築に成功していたことは確かである。
だが、これは古来の血族支配や、国人・土豪といった守旧的勢力の存在を前提にした良くも悪くも保守的な体制でもあった。特に地方勢力の独立性を認めることは、軍事組織（戦国大名）としての一体性をやや欠き、脆さをも内包することになったからである。この結果、嫡孫・輝元の代には革新的かつ強権的な軍事体制を実現した織田氏との交戦により苦境に陥り、一部国人衆の離反を招いた。また両川（元春・隆景）や穂井田元清など有力な血族が死去した後の関ヶ原の戦いでは、家中が東軍派と西軍派に割れて一貫した行動が取れず、結局敗軍の烙印を押されてしまうという醜態を演じた。（これは元来優柔不断な性格だった輝元の不手際によるものであるが、そもそも有力な血族による直接的補佐を必要とした毛利氏の体制から言えば、やむを得ないことであったとも言える。）
にもかかわらず毛利氏が大名として生存を果たせたのは、元就の政治理念と異常なまでの家名存続の意志が、その死後も家中に色濃く残っていたためである（吉川広家の機転など）。後述する毛利両川とそれを筆頭とした奉行らによる集団指導体制の構築、そして「天下を競望することなかれ」という言葉を残したのは、自らの死による体制の変質や時流の変化を見越した判断でもある。

### 毛利両川体制
防長経略の年（1557年）に、元就は長男の毛利隆元に家督を譲って隠居した。しかし隆元が政権の移譲を拒絶したため、実権は元就がなおも握り、吉川元春と小早川隆景による毛利両川体制を確固たるものとしていったのである。隠居に際しての同年11月25日、14箇条の遺訓（いわゆる「三子教訓状」）を作成、家中の結束を呼びかけた。この遺訓が後に「三本の矢」（前述）の逸話の基となったとされている。
続いて同年12月2日、元就以下12人の主だった安芸国人領主が著名な「傘連判状」を結んでいる。これは上下関係を明らかにはせず、彼ら国人領主皆が対等の立場にある事を示している。
だが、裏を返せば、当時の毛利氏は井上一族の粛清によってようやく自己の家臣団を完全に掌握したばかりの状態であって、未だに安芸の土豪連合の集団的盟主という立場から完全には脱却できず、実子が当主である吉川・小早川両氏といえども主従関係にはなかったのである。毛利氏がこうした土豪の集団的盟主という立場から脱却して、土豪連合的な要素の強かった安芸国人衆の再編成と毛利家の家臣への編入を通じて、名実ともに毛利氏による安芸統一が完成する事になるのは隆元が安芸国守護に任じられた永禄3年（1560年）頃とされている。
ただし、その後もこうした国人領主は毛利氏との主従関係を形成しつつも、限定的ながら一部においてその自立性が認められていくことになった。こうした直臣家臣団と従属土豪（国人領主）という二元的な主従関係は関ヶ原の合戦後の長州藩移封まで長く続き、その統率が破綻することなく続いたのは毛利氏当主とこれを支える両川の指導力によるところが大きかったのである。

### 朝廷・幕府との関係
吉田郡山城の戦いで勝利した顛末を記した戦況報告書『毛利元就郡山籠城日記』を宍戸元源の書状とともに、幕府の木沢長政のもとに持参させ､足利義晴や管領の細川晴元らに披露させた。幕府では尼子氏によって追放された赤松晴政に同情していたため、尼子氏を敗走させた元就の働きに大いに感動した。細川晴元から天文10年4月2日付で元就に出された書状には、最大級の賛辞が記載されている。
大内氏の滅亡後、弘治3年（1557年）に践祚した正親町天皇に対し、即位料・御服費用として総額二千五十九貫四百文を進献し、その即位式を実現させたことにより、以後の毛利氏は更に中央との繋がりを強くすることとなる。同時期の元就の陸奥守就任、隆元の安芸守護就任、元就・隆元父子揃っての相伴衆就任、孫の輝元が将軍・足利義輝から偏諱を拝領したことなどは、全てこれら中央政界に対する工作が背景にある。また、これら政治工作の資金源となったのが石見銀山である。
さらに、尼子氏や大友氏との戦いでは、幕府の仲裁を利用して有利に事を進めている。尼子氏との戦いでは石見銀山を巡って激戦を繰り広げるが、幕府による和平調停を利用して有利な形で和睦。尼子氏が石見銀山に手を出せない状況を作り出して、その支配権を得た（雲芸和議）。また、大友氏との戦いでも幕府は毛利氏に和平を命じているが、これに対して元就は一時黙殺し、状況が有利になってからそれに応じるという機転を見せた。

### 女子の資産相続
毛利氏領国では、女性の資産が、その本人ばかりか嫡男にも相続されるなど、女性の財産所有権および相続権が一面的とはいえ、認められていた。武家女性の社会的地位に関する特殊性が見て取れる。また、成人した庶子の男子よりも実子の女子に優先相続権がある場合もあった。

## 官歴
※日付＝旧暦（明治5年12月2日まで）
- 天文2年（1533年）9月25日、従五位下に叙位[注釈 26][157][158]。
- 天文2年（1533年）9月26日、右馬頭に任官[注釈 27][159]。
- 永禄3年（1560年）2月15日、従四位下に昇叙し、陸奥守[注釈 28]に遷任[注釈 29][14]。
- 永禄4年（1561年）12月8日、幕府相伴衆となる。
- 永禄5年（1562年）5月18日、従四位上に昇叙し、陸奥守如元。
- 元亀2年（1571年）6月14日、死去。享年75。
- 元亀3年（1572年）、贈従三位。
- 明治41年（1908年）4月2日、追贈正一位。

## 系譜
| - 父：毛利弘元 - 母：祥室妙吉（福原広俊娘） - 継母：杉大方（高橋氏） - 兄弟姉妹 - 毛利興元 - 宮姫（武田某室） - 八幡新造（渋川義正正室） - 相合大方（井上元光正室） - 相合元綱 - 松姫（吉川元経正室） - 竹姫（井原元師正室） - 北就勝 - 見付元氏（弘元庶子?） | - 正室：妙玖（吉川国経娘） - 長女：見室了性 - 長男：毛利隆元 - 次女：五龍局（宍戸隆家正室） - 次男：吉川元春 - 三男：小早川隆景 - 三女 - 継室：乃美大方（乃美隆興姉妹） - 四男：穂井田元清 - 七男：天野元政 - 四女：芳林春香（上原元将正室） - 九男：小早川秀包 - 継室：三吉氏 - 五男：毛利元秋 - 六男：出羽元倶 - 八男：末次元康 - 継室：中の丸 - 母不明の子女 - 天利祐貞 - 天心貞性 - 側室（矢田氏） - 落胤?：二宮就辰 - 側室 - 落胤?：井上就勝 | - 孫 - 津和野局（吉見広頼室） - 毛利輝元 - 毛利徳鶴丸 - 宍戸元秀 - 天遊永寿（河野通宣室） - 春木大方（吉川元長室） - 南の大方（毛利輝元室） - 吉川元長 - 繁沢元氏 - 吉川広家 - 吉川松寿丸 - 雪岩秀梅（吉見元頼室） - 毛利宮鶴丸 - 雪庭妙青（細川元通室） - 毛利秀元 - 毛利宮吉丸 - 天遊以貞（熊谷直貞室） - 生和順長（阿曽沼元郷室、毛利元鎮室） - 久嶽貞昌（宍戸広匡室） - 毛利千満丸 - 梅仙院 | - 孫 - 毛利元倶 - 天野元以 - 阿曽沼元理 - 天野元雅 - 天野就員 - 毛利元嘉 - 毛利元宣正室 - 細川元董室 - 椙杜元周室 - 専誉瑩法 - 毛利元宣 - 毛利元鎮 - 釈妙慶（井原元以室） - 覚照院（毛利元景室） - 毛利元貞 - 自安妙性（桂繁政室、井原元栄室） - 於佐手（吉田重成室） - 小早川能久 |

## 主な家臣
毛利元就（毛利氏）に仕えた主な家臣のうち、特に代表的な武将は毛利十八将と呼ばれている。
それ以外の家臣や毛利氏に属した国人等については、毛利氏の家臣団の項を参照。

## 偏諱を与えた人物

### 「元」の字
- 粟屋元通 - 天文6年（1537年）11月15日、加冠し「元」の字を授与[162]。
- 井上元義 - 大永7年（1527年）1月8日、加冠し「元」の字を授与[162]。
- 桂三郎太郎 - 享禄2年（1529年）12月13日、加冠し「元」の字を授与[162]。
- 佐藤元親 - 大永5年（1525年）3月11日、加冠し「元親」の名を授与[162]。
- 志道元規 - 永禄10年（1567年）8月15日、「元」の字を授与[163]。
- 仁保元棟（繁沢元氏） - 永禄11年（1568年）1月11日、「元」の字を授与[163]。
- 乃美元信 - 永禄2年（1559年）4月27日、加冠し「元」の字を授与[164]。
- 福島右京亮 - 天文20年（1551年）9月22日、「元」の字を授与[165]。
- 益田元祥 - 永禄11年（1568年）1月30日、「元」の字を授与[163]。
- 三戸元清 - 享禄2年（1529年）12月23日、加冠し「元清」の名を授与[162]。
- 冷泉元豊 - 永禄元年（1558年）7月1日、「元」の字を授与[163]。

### 「就」の字
- 粟屋就貞 - 天文12年（1543年）8月28日、加冠し「就貞」の名を授与[162]。
- 粟屋元次 - 永禄7年（1564年）5月25日、「就」の字を授与[163]。
- 伊藤就祐 - 永禄13年（1570年）4月20日、加冠し「就」の字を授与[164]。
- 井上就在
- 井上就勝 - 永禄5年（1562年）3月16日、加冠し「就」の字を授与[164]。
- 井上就正 - 天文8年（1539年）12月23日、加冠し「就」の字を授与[162]。
- 井上就良 - 永禄8年（1565年）3月29日、加冠し「就」の字を授与[164]。
- 打明直近 - 永禄12年（1569年）2月4日、加冠し「就」の字を授与[164]。
- 打明弥次郎 - 永禄12年（1569年）1月9日、加冠し「就」の字を授与[164]。
- 江山弥左衛門尉 - 天文24年（1555年）12月15日、加冠し「就」の字を授与[162]。
- 大多和就重 - 天文21年（1552年）12月28日、「就」の字を授与[163]。
- 岡就栄 - 享禄5年（1532年）8月15日、加冠し「就」の字を授与[162]。
- 河村又三郎 - 天文20年（1551年）12月30日、加冠し「就」の字を授与[162]。
- 北就勝
- 国司就信 - 大永4年（1524年）12月16日、加冠し「就」の字を授与[162]。
- 国重就正 - 永禄5年（1562年）12月29日、「就」の字を授与[163]。
- 熊谷就真 - 永禄10年（1567年）8月2日、「就」の字を授与[163]。
- 熊谷弥八郎 - 永禄7年（1564年）2月5日、加冠し「就」の字を授与[164]。
- 桑原就要 - 弘治4年（1558年）1月9日、加冠し「就」の字を授与[164]。
- 児玉就秋 - 天文4年（1535年）3月24日、「就」の字を授与[165]。
- 児玉就忠
- 財満孫七郎 - 永禄10年（1567年）4月15日、加冠し「就」の字を授与[164]。
- 佐伯就実 - 享禄2年（1529年）12月13日、「就実」の名を授与[165]。
- 佐伯又五郎 - 天文6年（1537年）1月13日、「就」の字を授与[162]。
- 佐伯又五郎 - 天文16年（1547年）1月13日、加冠し「就」の字を授与[162]。
- 作間源三郎 - 元亀2年（1571年）4月20日、加冠し「就」の字を授与[164]。
- 桜井就綱
- 佐藤宗右衛門 - 永禄元年（1558年）12月30日、「就」の字を授与[163]。
- 神保就俊 - 永禄7年（1564年）12月20日、加冠し「就」の字を授与[164]。
- 坪井就定 - 天文6年（1537年）6月2日、加冠し「就」の字を授与[162]。
- 寺内八郎五郎 - 永禄11年（1568年）1月11日、加冠し「就」の字を授与[164]。
- 二階就貞 - 永禄10年（1567年）4月15日、「就」の字を授与[163]。
- 二宮就辰 - 永禄5年（1562年）2月22日、加冠し「就」の字を授与[164]。
- 波多野就信 - 天文18年（1549年）12月13日、加冠し「就」の字を授与[162]。
- 林就長
- 弘中就慰
- 福井就信 - 永禄6年（1563年）7月5日、加冠し「就」の字を授与[164]。
- 福原就直 - 永禄4年（1561年）12月29日、加冠し授与[164]。
- 三上就忠 - 元亀2年（1571年）1月8日、「就」の字を授与[166]。
- 三戸次郎右衛門尉 - 永禄8年（1565年）12月30日、加冠し「就」の字を授与[164]。
- 三戸就安 - 永禄5年（1562年）4月11日、加冠し「就」の字を授与[164]。
- 三宅兵部丞 - 永禄10年（1567年）2月15日、「就」の字を授与[166]。
- 三吉弥三郎 - 永禄12年（1569年）2月9日、加冠し「就」の字を授与[164]。
- 村上就常 - 天文21年（1552年）12月30日、「就」の字を授与[163]。
- 山本三郎左衛門尉 - 天文23年（1554年）2月9日、「就」に字を授与[165]。
- 吉末大炊助 - 永禄8年（1565年）8月3日、「就」の字を授与[163]。

### 「忠」の字
- 渡辺忠 - 享禄3年（1530年）3月13日、加冠し「忠」の字を授与[162]。

## 毛利氏が支配した主な城
| 安芸国 - 吉田郡山城 - 多治比猿掛城 - 鈴尾城 - 五龍城 - 壬生城 - 船山城 - 頭崎城 - 長見山城 - 三入高松城 - 鳥籠山城 - 八木城 - 己斐城 - 小倉山城 - 佐東銀山城 - 桜尾城 - 宮尾城 - 草津城 | 備後国 - 高山城 - 新高山城 - 三原城 - 神辺城 - 旗返城 周防国 - 高嶺城（鴻之峰城） 長門国 - 且山城 石見国 - 琵琶甲城 - 山吹城 - 温湯城 - 福光城 - 益田城 - 津和野城 | 出雲国 - 月山富田城 - 三刀屋城 - 尾高城 - 熊野城 - 洗骸城 備中国 - 備中高松城 - 備中松山城 - 猿掛城 因幡国 - 鳥取城 播磨国 - 上月城 豊前国 - 門司城 - 豊前松山城 筑前国 - 立花山城 |

## 関連作品
一代で西日本最大の戦国大名となりその名を広く知られるようになったため、現代でも小説・ゲーム・アニメなどで取り上げられている。
小説
- 『毛利元就』一戸桜外、廣文堂書店、1908年12月。国立国会図書館デジタルコレクション
- 『毛利元就』榊山潤、東京文芸社、1957年。1983年に富士見書房で文庫化。
- 『毛利元就』山岡荘八、東都書房、1964年1月。
- 『戦国・毛利元就』和田恭太郎、光風社出版、1985年4月。1987年に新版が刊行。
- 『歴史紀行・毛利元就』森本繁、新人物往来社、1985年5月。
- 『毛利元就』徳永真一郎、青樹社、1987年。2021年5月に光文社で文庫化。
- 『若き日の毛利元就』伊藤正一、叢文社、1990年4月。1996年4月に新装改訂版が刊行。
- 『覇道の鷲 毛利元就』古川薫、新潮社、1990年11月。
- 『山霧 毛利元就の妻』永井路子、文藝春秋、1992年6月。2013年に新装版で文庫化。
- 『毛利元就 知略に長けた西国の覇者』和田恭太郎、PHP研究所<PHP文庫>、1996年4月。
- 『人間通 毛利元就』鈴村進、三笠書房、1996年6月。
- 『毛利元就』谷恒生、河出書房新社<河出文庫>、1996年8月。
- 『毛利元就』森本繁、新人物往来社、1996年9月。
- 『元就、そして女たち』永井路子、中央公論新社、1996年10月。
- 『毛利元就 知略の大鷲』浜野卓也、かんき出版、1996年10月。
- 『毛利元就』浜野卓也（著）・伊藤悌夫（画）、岩崎書店<フォア文庫>、1996年10月。
- 『毛利元就』瀬田美樹男、光文社、1996年10月。
- 『毛利元就の野望』高野澄、毎日新聞出版、1996年10月。
- 『毛利元就 天下統一の先駆者』緒形隆司、光風社出版、1996年10月。
- 『毛利元就と陶晴賢』山本一成、新人物往来社、1996年10月。
- 『毛利元就と戦国武将たち』古川薫、PHP研究所、1996年11月。
- 『毛利元就とその時代』古川薫、文藝春秋<文春文庫>、1996年11月。
- 『毛利元就 物語と史蹟をたずねて』八尋舜右、成美堂出版、1996年11月。
- 『小説 毛利元就』童門冬二、PHP研究所、1996年12月。
- 『毛利元就 西国の武将英雄』吉本直志郎、講談社火の鳥伝記文庫98、1996年12月。
- 『天の剣 毛利元就』神川武利、叢文社、1996年12月。
- 『謀略の鬼 毛利元就』三谷茉沙夫、東洋経済新報社、1996年12月。
- 『智将毛利元就・勝利の方程式99』藤田公道、成美堂出版<成美文庫>、1996年12月。
- 『元就軍記』桜田晋也、徳間書店、1996年12月-1997年3月。
- 『毛利元就』内館牧子、NHK出版、1996年12月-1997年10月。
- 『毛利元就と女たち』早乙女貢、朝日出版社、1996年12月-1997年11月。
- 『はばたけ西国の智将 毛利元就』吉本直志郎（著）・村井香葉（絵）、ポプラ社、1997年1月。
- 『毛利元就 秀吉が、そして家康が畏怖した男 はかりごと多きは勝つ』堺屋太一、プレジデント社、1997年1月。
- 『我、天下を望まず 毛利元就軍記』渡辺寿光、祥伝社、1999年5月。
- 『戦史ドキュメント 厳島の戦い』森本繁、学研プラス<学研M文庫>、2001年2月。
- 『荒天は吉日』馬場誠二、鳥影社、2001年3月。
- 『毛利元就』松永義弘、学陽書房<人物文庫>、2008年10月。
- 『毛利元就 鬼神をも欺く智謀をもった中国の覇者』童門冬二、PHP研究所<PHP文庫>、2009年3月。
- 『毛利元就』中井英雄、2016年1月。
- 『天命～毛利元就武略十番勝負～』岩井三四二、光文社文庫、2022年4月。
- 「十五本の矢」今村翔吾、PHP研究所『戦国武将伝 西日本編』収録、2023年12月。

漫画
- 『テレビドラマシリーズ30 毛利元就 きりのなかの忍者合戦』稲垣純（著）・後藤長男（絵）、ポプラ社、1996年11月。
- 『おもしろ日本史 毛利元就―西国の覇者―』原田久仁信（まんが）・小和田哲男（監修）、講談社、1996年12月。
- 『歴史まんがアドベンチャー 毛利元就』小森桂子（作）・小畑友季（画）、ガリバープロダクツ、1997年3月。
- 『コミック版 日本の歴史24 戦国人物伝 毛利元就』すぎたとおる（原作）・中島健志（作画）・加来耕三（企画・構成・監修）、ポプラ社、2010年11月。
- 『センゴク天正記』宮下英樹、講談社。2012年2月刊行の第13巻収録の123～126話にて、幼少期から毛利家当主となるまでの時期と晩年の元就を描いた「中国攻略編 〔毛利草創の章〕」が描かれている。

テレビドラマ
- 毛利元就（1997年、NHK大河ドラマ。元就役：岩渕幸弘→森田剛→中村橋之助）[注釈 34]

ゲーム
- 西国の雄（ツクダホビー） - ボードゲーム。毛利元就の中国地方制圧の戦いを再現。
- 毛利元就 誓いの三矢（コーエー） - 1997年発売のシミュレーションゲーム。声：田中秀幸。
- 戦国BASARAシリーズ（カプコン） - アクションゲーム。2005年発売の『戦国BASARA』から登場。声：中原茂。
- 戦国無双シリーズ（コーエー） - アクションゲーム。2009年発売の『戦国無双3』から登場。声：石川英郎。